# Наступні парламентські вибори в Україні (соціологічні опитування)
Список соціологічних опитувань громадської думки щодо рейтингів партій на виборах народних депутатів Верховної Ради України 2023.

## Достовірність соціологічних служб
В Україні є багато невідомих та незареєстрованих псевдосоціологічних компаній. Вони можуть раптово з'являтися та зникати, бути заангажованими політичними особистостями, маніпулювати питаннями та вибіркою. Такі "організації" вигадують опитування в інтересах певних політиків та партій, особливо Віктора Медведчука та ОПЗЖ.
Існує цілий перелік фейкових соціологів «Продавці рейтингів» від українського незалежного інтернет-видання «Тексти», де станом на серпень 2022 року зібрано 118 організацій та 222 персоналії, які були помічені в оприлюдненні сумнівних соцопитувань або в прихованому піарі політиків. На кожну з них прикріплено досьє та історію діяльности. У переліку також окремо оприлюднені назви справжніх компаній з позитивною репутацією. Важливим критерієм професійної соціологічної служби є членство в Соціологічній асоціації України (САУ).
Станом на лютий 2022 року до САУ входять такі організації:
- Український інститут соціальних досліджень імені Олександра Яременка
- Соціологічний факультет Харківського національного університету імені В. Н. Каразіна
- Східноукраїнський Фонд соціальних досліджень
- Київський міжнародний інститут соціології (КМІС)
- Дослідницька компанія ГфК Юкрейн
- Український центр економічних і політичних досліджень імені Олександра Разумкова (Центр Разумкова)
- Kantar TNS Ukraine
- Центр соціальних та маркетингових досліджень SOCIS (СОЦИС)
- Соціологічна група «Рейтинг» (Рейтинг)
- Соціологічна агенція «ФАМА»
- Громадська організація «Центр «Соціальний моніторинг» (СоцМоніторинг)

У 2018 році співробітники «ГфК Юкрейн» заснували нову компанію «Info Sapiens» (Інфо Сапієнс).
Об’єктивні дані також оприлюднює фонд «Демократичні ініціативи» імені Ілька Кучеріва (ДемІніціативи), який не є соціологічною службою у класичному розумінні, а виступає посередником між громадськістю та соціологічними фірмами.

## Графічне резюме
На діаграмі нижче показано опитування громадської думки, проведені для наступних виборів до Верховної Ради України. У таблиці наведено частку голосів на виборах до Верховної Ради України, яку б отримали партії, якби виборці проголосували згідно із результатами соціологічних опитувань. Відповідно, наведені рейтинги не враховують думок респондентів, які не планують прийти на вибори та не визначилися із симпатіями.

## Результати опитувань
Список соціологічних опитувань громадської думки щодо рейтингів партій на чергових виборах народних депутатів Верховної Ради України 2023 року (згідно з даними акредитованих членів САУ, фонду «Демократичні ініціативи» та Міжнародного республіканського інституту).

### 2025
СОЦИС
| Блок Валерія Залужного      | 30,1% |
| Блок Володимира Зеленського | 19,0% |
| Блок Петра Порошенка        | 7,5%  |
| Блок Кирила Буданова        | 6,9%  |
| Блок Андрія Білецького      | 6,0%  |
| Блок Дмитра Разумкова       | 5,6%  |
| Блок Дмитра Прокопенка      | 4,9%  |
| Блок Серія Притули          | 4,8%  |
| Блок Юлії Тимошенко         | 4,8%  |
| Блок партії "Свобода"       | 2,8%  |
| Блок Юрія Бойка             | 2,6%  |
| Блок Віталія Кличка         | 1,1%  |
| Інша партія/блок            | 3,9%  |

### 2024
Соціальний моніторинг
| Партія Валерія Залужного        | 34% |
| Партія Володимира Зеленського   | 13% |
| Європейська Солідарність        | 9%  |
| Партія Кирила Буданова          | 7%  |
| Партія Дмитра Разумкова         | 6%  |
| Батьківщина                     | 6%  |
| Партія Сергія Притули 24 серпня | 6%  |
| Національний корпус             | 4%  |
| УДАР                            | 3%  |
| Платформа за мир і життя        | 2%  |
| Радикальна партія Олега Ляшка   | 1%  |
| Партія Олексія Арестовича       | 1%  |
| Голос                           | 1%  |
| Інша партія                     | 3%  |

СОЦИС
| Блок Валерія Залужного      | 46,4% |
| Блок Володимира Зеленського | 21,1% |
| Блок Петра Порошенка        | 7,5%  |
| Блок Сергія Притули         | 7,0%  |
| Блок Дмитра Разумкова       | 6,8%  |
| Блок Юлії Тимошенко         | 3,6%  |
| Блок Андрія Білецького      | 1,7%  |
| Блок Олексія Арестовича     | 1,5%  |
| Блок Віталія Кличка         | 1,4%; |
| Інші партія / блок          | 3,2%  |

### 2022
| Дата                | Опитування | Метод | Вибірка | | | | | | | | | | | | | 24 серпня | | Інші партії | Перевага | Не визначились / Важко сказати / Відмова                                                                                     | Не планують голосувати |
| ------------------- | --- | --- | --- | --- | --- | --- | --- | --- | --- | --- | --- | --- | --- | --- | --- | --- | --- | --- | --- | --- | --- |
| Дата                | Опитування | Метод | Вибірка | | | | | | | | | | | | | | | Інші партії | Перевага | Не визначились / Важко сказати / Відмова                                                                                     | Не планують голосувати |
| Дата                | Опитування | Метод | Вибірка | % серед тих, хто визначився з вибором                                                                                        | % серед тих, хто визначився з вибором                                                                                        | % серед тих, хто визначився з вибором                                                                                        | % серед тих, хто визначився з вибором                                                                                        | % серед тих, хто визначився з вибором                                                                                        | % серед тих, хто визначився з вибором                                                                                        | % серед тих, хто визначився з вибором                                                                                        | % серед тих, хто визначився з вибором                                                                                        | % серед тих, хто визначився з вибором                                                                                        | % серед тих, хто визначився з вибором                                                                                        | % серед тих, хто визначився з вибором                                                                                        | % серед тих, хто визначився з вибором                                                                                        | % серед тих, хто визначився з вибором                                                                                        | % серед тих, хто визначився з вибором                                                                                        | % серед тих, хто визначився з вибором                                                                                        | % серед тих, хто визначився з вибором                                                                                        | % серед всіх | % серед всіх |
| 08.06.22 – 12.07.22 | Заборона 16 проросійських партій, зокрема "Опозиційної платформи - За життя", "Опозиційного блоку", "Наші" та "Партії Шарія" | Заборона 16 проросійських партій, зокрема "Опозиційної платформи - За життя", "Опозиційного блоку", "Наші" та "Партії Шарія" | Заборона 16 проросійських партій, зокрема "Опозиційної платформи - За життя", "Опозиційного блоку", "Наші" та "Партії Шарія" | Заборона 16 проросійських партій, зокрема "Опозиційної платформи - За життя", "Опозиційного блоку", "Наші" та "Партії Шарія" | Заборона 16 проросійських партій, зокрема "Опозиційної платформи - За життя", "Опозиційного блоку", "Наші" та "Партії Шарія" | Заборона 16 проросійських партій, зокрема "Опозиційної платформи - За життя", "Опозиційного блоку", "Наші" та "Партії Шарія" | Заборона 16 проросійських партій, зокрема "Опозиційної платформи - За життя", "Опозиційного блоку", "Наші" та "Партії Шарія" | Заборона 16 проросійських партій, зокрема "Опозиційної платформи - За життя", "Опозиційного блоку", "Наші" та "Партії Шарія" | Заборона 16 проросійських партій, зокрема "Опозиційної платформи - За життя", "Опозиційного блоку", "Наші" та "Партії Шарія" | Заборона 16 проросійських партій, зокрема "Опозиційної платформи - За життя", "Опозиційного блоку", "Наші" та "Партії Шарія" | Заборона 16 проросійських партій, зокрема "Опозиційної платформи - За життя", "Опозиційного блоку", "Наші" та "Партії Шарія" | Заборона 16 проросійських партій, зокрема "Опозиційної платформи - За життя", "Опозиційного блоку", "Наші" та "Партії Шарія" | Заборона 16 проросійських партій, зокрема "Опозиційної платформи - За життя", "Опозиційного блоку", "Наші" та "Партії Шарія" | Заборона 16 проросійських партій, зокрема "Опозиційної платформи - За життя", "Опозиційного блоку", "Наші" та "Партії Шарія" | Заборона 16 проросійських партій, зокрема "Опозиційної платформи - За життя", "Опозиційного блоку", "Наші" та "Партії Шарія" | Заборона 16 проросійських партій, зокрема "Опозиційної платформи - За життя", "Опозиційного блоку", "Наші" та "Партії Шарія" | Заборона 16 проросійських партій, зокрема "Опозиційної платформи - За життя", "Опозиційного блоку", "Наші" та "Партії Шарія" | Заборона 16 проросійських партій, зокрема "Опозиційної платформи - За життя", "Опозиційного блоку", "Наші" та "Партії Шарія" | Заборона 16 проросійських партій, зокрема "Опозиційної платформи - За життя", "Опозиційного блоку", "Наші" та "Партії Шарія" | Заборона 16 проросійських партій, зокрема "Опозиційної платформи - За життя", "Опозиційного блоку", "Наші" та "Партії Шарія" | Заборона 16 проросійських партій, зокрема "Опозиційної платформи - За життя", "Опозиційного блоку", "Наші" та "Партії Шарія" |
| 24.03.22 – 28.03.22 | Інфо Сапієнс [Архівовано 10 квітня 2022 у Wayback Machine.]                                                                  | Телефонне | 1000 | 52,0 | 1,3 | 5,2 | 12,6 | 0,6 | 0,6 | 5,2 | 0,9 | 1,2 | 0,8 | 0,7 | 3,1 | 9,5 | 3,9 | 2,4 | 39,4 | 12,3 | 2,2 |
| 18.03.22            | РНБО призупинила дільність 11 проросійських партій на період воєнного стану                                                  | РНБО призупинила дільність 11 проросійських партій на період воєнного стану                                                  | РНБО призупинила дільність 11 проросійських партій на період воєнного стану                                                  | РНБО призупинила дільність 11 проросійських партій на період воєнного стану                                                  | РНБО призупинила дільність 11 проросійських партій на період воєнного стану                                                  | РНБО призупинила дільність 11 проросійських партій на період воєнного стану                                                  | РНБО призупинила дільність 11 проросійських партій на період воєнного стану                                                  | РНБО призупинила дільність 11 проросійських партій на період воєнного стану                                                  | РНБО призупинила дільність 11 проросійських партій на період воєнного стану                                                  | РНБО призупинила дільність 11 проросійських партій на період воєнного стану                                                  | РНБО призупинила дільність 11 проросійських партій на період воєнного стану                                                  | РНБО призупинила дільність 11 проросійських партій на період воєнного стану                                                  | РНБО призупинила дільність 11 проросійських партій на період воєнного стану                                                  | РНБО призупинила дільність 11 проросійських партій на період воєнного стану                                                  | РНБО призупинила дільність 11 проросійських партій на період воєнного стану                                                  | РНБО призупинила дільність 11 проросійських партій на період воєнного стану                                                  | РНБО призупинила дільність 11 проросійських партій на період воєнного стану                                                  | РНБО призупинила дільність 11 проросійських партій на період воєнного стану                                                  | РНБО призупинила дільність 11 проросійських партій на період воєнного стану                                                  | РНБО призупинила дільність 11 проросійських партій на період воєнного стану                                                  | РНБО призупинила дільність 11 проросійських партій на період воєнного стану                                                  |
| 24.02.22            | Початок повномасштабного російського вторгнення в Україну                                                                    | Початок повномасштабного російського вторгнення в Україну                                                                    | Початок повномасштабного російського вторгнення в Україну                                                                    | Початок повномасштабного російського вторгнення в Україну                                                                    | Початок повномасштабного російського вторгнення в Україну                                                                    | Початок повномасштабного російського вторгнення в Україну                                                                    | Початок повномасштабного російського вторгнення в Україну                                                                    | Початок повномасштабного російського вторгнення в Україну                                                                    | Початок повномасштабного російського вторгнення в Україну                                                                    | Початок повномасштабного російського вторгнення в Україну                                                                    | Початок повномасштабного російського вторгнення в Україну                                                                    | Початок повномасштабного російського вторгнення в Україну                                                                    | Початок повномасштабного російського вторгнення в Україну                                                                    | Початок повномасштабного російського вторгнення в Україну                                                                    | Початок повномасштабного російського вторгнення в Україну                                                                    | Початок повномасштабного російського вторгнення в Україну                                                                    | Початок повномасштабного російського вторгнення в Україну                                                                    | Початок повномасштабного російського вторгнення в Україну                                                                    | Початок повномасштабного російського вторгнення в Україну                                                                    | Початок повномасштабного російського вторгнення в Україну                                                                    | Початок повномасштабного російського вторгнення в Україну                                                                    |
| 16.02.22 – 21.02.22 | Інфо Сапієнс [Архівовано 23 лютого 2022 у Wayback Machine.]                                                                  | Телефонне | 2076 | 19,2 | 9,6 | 10,5 | 17,1 | 1,3 | 4,0 | 6,3 | 3,8 | 5,8 | 2,5 | 3,5 | 1,2 | 7,9 | 5,3 | 2,0 | 2,1 | 7,3 | 8,4 |
| 11.02.22 – 18.02.22 | Рейтинг [Архівовано 23 лютого 2022 у Wayback Machine.]                                                                       | Телефонне | 4800 | 19,6 | 9,5 | 11,5 | 17,7 | - | 3,9 | 7,6 | 5,4 | 4,8 | - | 3,2 | 3,1 | - | 6,7 | 7,0 | 1,9 | 6,1 | 6,2 |
| 11.02.22 – 16.02.22 | СОЦИС [Архівовано 21 лютого 2022 у Wayback Machine.]                                                                         | Телефонне | 2000 | 16,2 | 10,7 | 10,0 | 23,2 | 2,1 | 2,3 | 7,1 | 6,3 | 6,2 | 1,8 | 3,2 | 1,5 | - | 8,5 | 0,9 | 7,0 | 16,3 | 5,4 |
| 12.02.22 – 13.02.22 | Рейтинг [Архівовано 16 лютого 2022 у Wayback Machine.]                                                                       | Телефонне | 2000 | 18,3 | 9,7 | 10,8 | 17,1 | 1,7 | 4,7 | 5,2 | 5,5 | 4,0 | 3,4 | 2,8 | 2,8 | 5,3 | 5,9 | 2,8 | 1,2 | 7,1 | 5,1 |
| 05.02.22 – 13.02.22 | КМІС [Архівовано 16 лютого 2022 у Wayback Machine.]                                                                          | Телефонне | 2000 | 16,4 | 10,1 | 11,5 | 22,9 | 0,7 | 4,3 | 5,1 | 6,2 | 3,8 | 2,8 | 2,5 | 2,2 | - | 5,8 | 5,7 | 6,5 | 14,8 | 15,3 |
| 11.02.22            | РНБО ввела санкції проти телеканалу "НАШ"                                                                                    | РНБО ввела санкції проти телеканалу "НАШ"                                                                                    | РНБО ввела санкції проти телеканалу "НАШ"                                                                                    | РНБО ввела санкції проти телеканалу "НАШ"                                                                                    | РНБО ввела санкції проти телеканалу "НАШ"                                                                                    | РНБО ввела санкції проти телеканалу "НАШ"                                                                                    | РНБО ввела санкції проти телеканалу "НАШ"                                                                                    | РНБО ввела санкції проти телеканалу "НАШ"                                                                                    | РНБО ввела санкції проти телеканалу "НАШ"                                                                                    | РНБО ввела санкції проти телеканалу "НАШ"                                                                                    | РНБО ввела санкції проти телеканалу "НАШ"                                                                                    | РНБО ввела санкції проти телеканалу "НАШ"                                                                                    | РНБО ввела санкції проти телеканалу "НАШ"                                                                                    | РНБО ввела санкції проти телеканалу "НАШ"                                                                                    | РНБО ввела санкції проти телеканалу "НАШ"                                                                                    | РНБО ввела санкції проти телеканалу "НАШ"                                                                                    | РНБО ввела санкції проти телеканалу "НАШ"                                                                                    | РНБО ввела санкції проти телеканалу "НАШ"                                                                                    | РНБО ввела санкції проти телеканалу "НАШ"                                                                                    | РНБО ввела санкції проти телеканалу "НАШ"                                                                                    | РНБО ввела санкції проти телеканалу "НАШ"                                                                                    |
| 28.01.22 – 31.01.22 | Центр Разумкова [Архівовано 1 лютого 2022 у Wayback Machine.]                                                                | Телефонне | 1206 | 18,4 | 9,0 | 12,6 | 25,2 | 2,3 | 1,8 | 4,8 | 5,3 | 3,2 | 1,7 | 2,2 | 2,2 | - | 8,7 | 2,6 | 6,8 | 14,3 | 4,5 |
| 20.01.22 – 21.01.22 | КМІС [Архівовано 24 січня 2022 у Wayback Machine.]                                                                           | Телефонне | 1205 | 13,7 | 11,6 | 13,3 | 18,9 | 1,6 | 4,6 | 7,4 | 5,5 | 4,7 | 2,8 | 3,1 | 4,4 | - | 7,6 | 0,8 | 5,2 | 7,1 | 1,4 |
| 17.01.22            | Повернення в Україну Петра Порошенка після оголошення йому підозри у державній зраді та перше судове засідання               | Повернення в Україну Петра Порошенка після оголошення йому підозри у державній зраді та перше судове засідання               | Повернення в Україну Петра Порошенка після оголошення йому підозри у державній зраді та перше судове засідання               | Повернення в Україну Петра Порошенка після оголошення йому підозри у державній зраді та перше судове засідання               | Повернення в Україну Петра Порошенка після оголошення йому підозри у державній зраді та перше судове засідання               | Повернення в Україну Петра Порошенка після оголошення йому підозри у державній зраді та перше судове засідання               | Повернення в Україну Петра Порошенка після оголошення йому підозри у державній зраді та перше судове засідання               | Повернення в Україну Петра Порошенка після оголошення йому підозри у державній зраді та перше судове засідання               | Повернення в Україну Петра Порошенка після оголошення йому підозри у державній зраді та перше судове засідання               | Повернення в Україну Петра Порошенка після оголошення йому підозри у державній зраді та перше судове засідання               | Повернення в Україну Петра Порошенка після оголошення йому підозри у державній зраді та перше судове засідання               | Повернення в Україну Петра Порошенка після оголошення йому підозри у державній зраді та перше судове засідання               | Повернення в Україну Петра Порошенка після оголошення йому підозри у державній зраді та перше судове засідання               | Повернення в Україну Петра Порошенка після оголошення йому підозри у державній зраді та перше судове засідання               | Повернення в Україну Петра Порошенка після оголошення йому підозри у державній зраді та перше судове засідання               | Повернення в Україну Петра Порошенка після оголошення йому підозри у державній зраді та перше судове засідання               | Повернення в Україну Петра Порошенка після оголошення йому підозри у державній зраді та перше судове засідання               | Повернення в Україну Петра Порошенка після оголошення йому підозри у державній зраді та перше судове засідання               | Повернення в Україну Петра Порошенка після оголошення йому підозри у державній зраді та перше судове засідання               | Повернення в Україну Петра Порошенка після оголошення йому підозри у державній зраді та перше судове засідання               | Повернення в Україну Петра Порошенка після оголошення йому підозри у державній зраді та перше судове засідання               |

1. ↑  За майбутнє 1,6%, Пропозиція 0,5%
2. ↑  Народний фронт 3,2%
3. ↑  Самопоміч 1,1%
4. ↑  Самопоміч 1,4%, За майбутнє 0,9%, Національний корпус 0,9%, Пропозиція 0,8%, Україна - наш дім 0,1%

### 2021
| Дата                | Опитування                                                                     | Метод                                                     | Вибірка                                                   |                                                           |                                                           |                                                           |                                                           |                                                           |                                                           |                                                           |                                                           |                                                           |                                                           |                                                           |                                                           |                                                           |                                                           | Інші партії                                               | Перевага                                                  | Не визначились / Важко сказати / Відмова                  | Не планують голосувати                                    |
| ------------------- | ------------------------------------------------------------------------------ | --------------------------------------------------------- | --------------------------------------------------------- | --------------------------------------------------------- | --------------------------------------------------------- | --------------------------------------------------------- | --------------------------------------------------------- | --------------------------------------------------------- | --------------------------------------------------------- | --------------------------------------------------------- | --------------------------------------------------------- | --------------------------------------------------------- | --------------------------------------------------------- | --------------------------------------------------------- | --------------------------------------------------------- | --------------------------------------------------------- | --------------------------------------------------------- | --------------------------------------------------------- | --------------------------------------------------------- | --------------------------------------------------------- | --------------------------------------------------------- |
| Дата                | Опитування                                                                     | Метод                                                     | Вибірка                                                   |                                                           |                                                           |                                                           |                                                           |                                                           |                                                           |                                                           |                                                           |                                                           |                                                           |                                                           |                                                           |                                                           |                                                           | Інші партії                                               | Перевага                                                  | Не визначились / Важко сказати / Відмова                  | Не планують голосувати                                    |
| Дата                | Опитування                                                                     | Метод                                                     | Вибірка                                                   | % серед тих, хто визначився з вибором                     | % серед тих, хто визначився з вибором                     | % серед тих, хто визначився з вибором                     | % серед тих, хто визначився з вибором                     | % серед тих, хто визначився з вибором                     | % серед тих, хто визначився з вибором                     | % серед тих, хто визначився з вибором                     | % серед тих, хто визначився з вибором                     | % серед тих, хто визначився з вибором                     | % серед тих, хто визначився з вибором                     | % серед тих, хто визначився з вибором                     | % серед тих, хто визначився з вибором                     | % серед тих, хто визначився з вибором                     | % серед тих, хто визначився з вибором                     | % серед тих, хто визначився з вибором                     | % серед тих, хто визначився з вибором                     | % серед усіх                                              | % серед усіх                                              |
| 17.12.21 – 22.12.21 | ДемІніціативи & Центр Разумкова [Архівовано 29 грудня 2021 у Wayback Machine.] | Особисте                                                  | 2018                                                      | 20,4                                                      | 9,9                                                       | 10,6                                                      | 17,3                                                      | 1,0                                                       | 1,9                                                       | 6,7                                                       | 5,2                                                       | 4,4                                                       | 0,7                                                       | 3,3                                                       | 0,6                                                       | 1,6                                                       | 10,5                                                      | 5,9                                                       | 3,1                                                       | 11,7                                                      | 11,6                                                      |
| 16.12.21 – 18.12.21 | Рейтинг [Архівовано 22 грудня 2021 у Wayback Machine.]                         | Телефонне                                                 | 2500                                                      | 19,2                                                      | 10,5                                                      | 11,1                                                      | 14,1                                                      | 2,2                                                       | 4,2                                                       | 6,5                                                       | 5,7                                                       | 6,8                                                       | 2,6                                                       | 3,5                                                       | -                                                         | 4,0                                                       | 6,0                                                       | 3,6                                                       | 5,1                                                       | 5,9                                                       | 8,1                                                       |
| 09.12.21 – 17.12.21 | КМІС [Архівовано 20 грудня 2021 у Wayback Machine.]                            | Особисте                                                  | 2025                                                      | 17,6                                                      | 13,6                                                      | 13,7                                                      | 16,5                                                      | 1,6                                                       | 3,4                                                       | 5,5                                                       | 4,4                                                       | 4,6                                                       | 1,8                                                       | 1,9                                                       | -                                                         | 2,3                                                       | 6,5                                                       | 6,6                                                       | 1,1                                                       | 20,2                                                      | 14,3                                                      |
| 14.12.21 – 16.12.21 | Рейтинг [Архівовано 20 грудня 2021 у Wayback Machine.]                         | Телефонне                                                 | 2000                                                      | 19,1                                                      | 10,5                                                      | 11,2                                                      | 13,5                                                      | 1,9                                                       | 4,2                                                       | 7,3                                                       | 5,6                                                       | 6,0                                                       | 3,4                                                       | 3,0                                                       | -                                                         | 3,8                                                       | 6,2                                                       | 4,2                                                       | 5,6                                                       | 7,6                                                       | 4,6                                                       |
| 13.12.21 – 16.12.21 | КМІС [Архівовано 24 січня 2022 у Wayback Machine.]                             | Телефонне                                                 | 1203                                                      | 17,4                                                      | 12,5                                                      | 11,5                                                      | 15,4                                                      | 1,3                                                       | 5,0                                                       | 6,4                                                       | 4,9                                                       | 5,8                                                       | 2,5                                                       | 4,9                                                       | -                                                         | 3,7                                                       | 7,6                                                       | 1,1                                                       | 2,0                                                       | 8,3                                                       | 1,6                                                       |
| 11.12.21 – 16.12.21 | СОЦИС [Архівовано 20 грудня 2021 у Wayback Machine.]                           | Телефонне                                                 | 2000                                                      | 18,0                                                      | 11,6                                                      | 12,3                                                      | 18,2                                                      | 1,7                                                       | 1,9                                                       | 6,2                                                       | 5,3                                                       | 5,2                                                       | 2,7                                                       | 5,3                                                       | -                                                         | 2,2                                                       | 8,2                                                       | 1,2                                                       | 0,2                                                       | 15,1                                                      | 3,3                                                       |
| 03.12.21 – 11.12.21 | КМІС [Архівовано 13 грудня 2021 у Wayback Machine.]                            | Телефонне                                                 | 2000                                                      | 18,4                                                      | 9,0                                                       | 9,1                                                       | 19,8                                                      | 1,7                                                       | 5,2                                                       | 7,0                                                       | 4,4                                                       | 5,1                                                       | 4,0                                                       | 3,3                                                       | 1,3                                                       | 2,6                                                       | 4,8                                                       | 4,3                                                       | 1,4                                                       | 13,0                                                      | 16,0                                                      |
| 28.11.21 – 10.12.21 | СоцМоніторинг [Архівовано 30 грудня 2021 у Wayback Machine.]                   | Особисте                                                  | 10000                                                     | 19,2                                                      | 12,8                                                      | 10,3                                                      | 15,3                                                      | 1,0                                                       | 2,5                                                       | 6,1                                                       | 6,8                                                       | 3,7                                                       | 1,4                                                       | 2,6                                                       | 0,8                                                       | 1,4                                                       | 7,7                                                       | 8,4                                                       | 3,9                                                       | 15,3                                                      | 10,8                                                      |
| 06.12.21 – 08.12.21 | Рейтинг [Архівовано 10 грудня 2021 у Wayback Machine.]                         | Телефонне                                                 | 2500                                                      | 18,0                                                      | 11,4                                                      | 11,4                                                      | 13,7                                                      | 1,8                                                       | 4,0                                                       | 6,0                                                       | 5,2                                                       | 6,2                                                       | 3,1                                                       | 3,0                                                       | -                                                         | 4,2                                                       | 7,5                                                       | 4,5                                                       | 4,3                                                       | 6,5                                                       | 4,5                                                       |
| 26.11.21 – 29.11.21 | КМІС [Архівовано 30 листопада 2021 у Wayback Machine.]                         | Телефонне                                                 | 1203                                                      | 15,0                                                      | 9,2                                                       | 13,3                                                      | 17,1                                                      | 1,8                                                       | 5,4                                                       | 6,7                                                       | 5,3                                                       | 5,7                                                       | 2,7                                                       | 2,8                                                       | -                                                         | 4,5                                                       | 9,9                                                       | 0,6                                                       | 2,1                                                       | 5,1                                                       | 0,8                                                       |
| 11.11.21 – 17.11.21 | Центр Разумкова [Архівовано 24 листопада 2021 у Wayback Machine.]              | Особисте                                                  | 2018                                                      | 22,7                                                      | 12,7                                                      | 8,8                                                       | 18,8                                                      | 0,2                                                       | 2,9                                                       | 5,7                                                       | 4,3                                                       | 4,4                                                       | 0,7                                                       | 3,5                                                       | 0,1                                                       | 1,0                                                       | 7,0                                                       | 7,2                                                       | 3,9                                                       | 14,6                                                      | 12,6                                                      |
| 10.11.21 – 13.11.21 | Рейтинг [Архівовано 16 листопада 2021 у Wayback Machine.]                      | Телефонне                                                 | 2500                                                      | 18,0                                                      | 10,7                                                      | 10,1                                                      | 13,9                                                      | 1,7                                                       | 4,5                                                       | 6,4                                                       | 5,5                                                       | 5,0                                                       | 3,1                                                       | 2,1                                                       | 1,5                                                       | 3,7                                                       | 7,9                                                       | 5,9                                                       | 4,1                                                       | 5,7                                                       | 4,2                                                       |
| 04.11.21 – 09.11.21 | Рейтинг [Архівовано 11 листопада 2021 у Wayback Machine.]                      | Телефонне                                                 | 5000                                                      | 17,3                                                      | 11,0                                                      | 12,2                                                      | 14,0                                                      | 1,4                                                       | 4,8                                                       | 5,8                                                       | 4,9                                                       | 5,2                                                       | 3,2                                                       | 3,3                                                       | 2,1                                                       | 3,1                                                       | 6,8                                                       | 4,9                                                       | 3,3                                                       | 6,1                                                       | 5,7                                                       |
| 29.10.21 – 04.11.21 | СОЦИС [Архівовано 10 листопада 2021 у Wayback Machine.]                        | Телефонне                                                 | 2000                                                      | 23,8                                                      | 12,3                                                      | 10,9                                                      | 18,5                                                      | 2,3                                                       | 2,0                                                       | 6,6                                                       | 5,3                                                       | 4,7                                                       | 2,9                                                       | 3,4                                                       | -                                                         | 1,3                                                       | 5,7                                                       | 0,3                                                       | 5,3                                                       | 14,0                                                      | 3,9                                                       |
| 25.10.21 – 29.10.21 | КМІС [Архівовано 3 листопада 2021 у Wayback Machine.]                          | Особисте                                                  | 2028                                                      | 18,3                                                      | 17,0                                                      | 15,4                                                      | 15,1                                                      | 1,7                                                       | 4,5                                                       | 5,6                                                       | 2,3                                                       | 3,6                                                       | 2,2                                                       | 2,7                                                       | 1,2                                                       | 2,6                                                       | 4,5                                                       | 3,2                                                       | 1,3                                                       | 23,2                                                      | 13,4                                                      |
| 23.10.21 – 27.10.21 | Центр Разумкова [Архівовано 5 листопада 2021 у Wayback Machine.]               | Телефонне                                                 | 1200                                                      | 22,5                                                      | 11,3                                                      | 10,8                                                      | 18,6                                                      | 1,5                                                       | 3,2                                                       | 5,4                                                       | 4,7                                                       | 6,9                                                       | 1,8                                                       | 2,4                                                       | -                                                         | -                                                         | 8,2                                                       | 2,7                                                       | 3,9                                                       | 13,1                                                      | 8,0                                                       |
| 21.10.21 – 23.10.21 | Рейтинг [Архівовано 3 листопада 2021 у Wayback Machine.]                       | Телефонне                                                 | 2500                                                      | 20,4                                                      | 12,0                                                      | 10,9                                                      | 15,8                                                      | 2,2                                                       | 4,8                                                       | 6,4                                                       | 6,3                                                       | 5,7                                                       | 3,8                                                       | 2,9                                                       | -                                                         | 4,2                                                       | -                                                         | 4,6                                                       | 4,6                                                       | 7,6                                                       | 6,0                                                       |
| 14.10.21 – 20.10.21 | Центр Разумкова [Архівовано 26 жовтня 2021 у Wayback Machine.]                 | Особисте                                                  | 2018                                                      | 21,6                                                      | 12,9                                                      | 11,1                                                      | 15,8                                                      | 0,4                                                       | 2,5                                                       | 6,0                                                       | 6,4                                                       | 3,8                                                       | 1,7                                                       | 2,0                                                       | 0,4                                                       | 1,1                                                       | -                                                         | 14,3                                                      | 5,8                                                       | 16,8                                                      | 17,5                                                      |
| 15.10.21 – 18.10.21 | КМІС [Архівовано 21 жовтня 2021 у Wayback Machine.]                            | Телефонне                                                 | 1200                                                      | 15,5                                                      | 13,0                                                      | 13,6                                                      | 15,7                                                      | 1,6                                                       | 5,6                                                       | 8,6                                                       | 5,7                                                       | 5,6                                                       | 3,6                                                       | 4,4                                                       | 1,8                                                       | 2,4                                                       | -                                                         | 2,9                                                       | 0,2                                                       | 4,1                                                       | 0,9                                                       |
| 08.10.21            | Руслан Стефанчук стає новим спікером Верховної Ради                            | Руслан Стефанчук стає новим спікером Верховної Ради       | Руслан Стефанчук стає новим спікером Верховної Ради       | Руслан Стефанчук стає новим спікером Верховної Ради       | Руслан Стефанчук стає новим спікером Верховної Ради       | Руслан Стефанчук стає новим спікером Верховної Ради       | Руслан Стефанчук стає новим спікером Верховної Ради       | Руслан Стефанчук стає новим спікером Верховної Ради       | Руслан Стефанчук стає новим спікером Верховної Ради       | Руслан Стефанчук стає новим спікером Верховної Ради       | Руслан Стефанчук стає новим спікером Верховної Ради       | Руслан Стефанчук стає новим спікером Верховної Ради       | Руслан Стефанчук стає новим спікером Верховної Ради       | Руслан Стефанчук стає новим спікером Верховної Ради       | Руслан Стефанчук стає новим спікером Верховної Ради       | Руслан Стефанчук стає новим спікером Верховної Ради       | Руслан Стефанчук стає новим спікером Верховної Ради       | Руслан Стефанчук стає новим спікером Верховної Ради       | Руслан Стефанчук стає новим спікером Верховної Ради       | Руслан Стефанчук стає новим спікером Верховної Ради       | Руслан Стефанчук стає новим спікером Верховної Ради       |
| 07.10.21            | Верховна Рада звільнила Дмитра Разумкова з посади спікера                      | Верховна Рада звільнила Дмитра Разумкова з посади спікера | Верховна Рада звільнила Дмитра Разумкова з посади спікера | Верховна Рада звільнила Дмитра Разумкова з посади спікера | Верховна Рада звільнила Дмитра Разумкова з посади спікера | Верховна Рада звільнила Дмитра Разумкова з посади спікера | Верховна Рада звільнила Дмитра Разумкова з посади спікера | Верховна Рада звільнила Дмитра Разумкова з посади спікера | Верховна Рада звільнила Дмитра Разумкова з посади спікера | Верховна Рада звільнила Дмитра Разумкова з посади спікера | Верховна Рада звільнила Дмитра Разумкова з посади спікера | Верховна Рада звільнила Дмитра Разумкова з посади спікера | Верховна Рада звільнила Дмитра Разумкова з посади спікера | Верховна Рада звільнила Дмитра Разумкова з посади спікера | Верховна Рада звільнила Дмитра Разумкова з посади спікера | Верховна Рада звільнила Дмитра Разумкова з посади спікера | Верховна Рада звільнила Дмитра Разумкова з посади спікера | Верховна Рада звільнила Дмитра Разумкова з посади спікера | Верховна Рада звільнила Дмитра Разумкова з посади спікера | Верховна Рада звільнила Дмитра Разумкова з посади спікера | Верховна Рада звільнила Дмитра Разумкова з посади спікера |
| 16.09.21 – 21.09.21 | СОЦИС [Архівовано 27 вересня 2021 у Wayback Machine.]                          | Телефонне                                                 | 2000                                                      | 26,4                                                      | 12,7                                                      | 10,3                                                      | 19,1                                                      | 2,3                                                       | 2,7                                                       | 7,7                                                       | 4,8                                                       | 4,3                                                       | 2,1                                                       | 2,1                                                       | 1,2                                                       | -                                                         | -                                                         | 4,3                                                       | 7,3                                                       | 17,3                                                      | 10,2                                                      |
| 11.09.21 – 19.09.21 | СоцМоніторинг [Архівовано 15 лютого 2022 у Wayback Machine.]                   | Особисте                                                  | 3010                                                      | 24,7                                                      | 17,1                                                      | 11,2                                                      | 15,9                                                      | 1,6                                                       | 2,7                                                       | 5,8                                                       | -                                                         | 4,8                                                       | 1,1                                                       | 2,4                                                       | 1,3                                                       | -                                                         | -                                                         | 11,4                                                      | 7,6                                                       | 15,2                                                      | 14,1                                                      |
| 10.09.21 – 15.09.21 | КМІС [Архівовано 23 вересня 2021 у Wayback Machine.]                           | Телефонне                                                 | 2002                                                      | 20,0                                                      | 11,6                                                      | 10,8                                                      | 17,4                                                      | 0,6                                                       | 5,0                                                       | 7,8                                                       | -                                                         | 5,0                                                       | 3,5                                                       | 1,8                                                       | 1,0                                                       | 2,1                                                       | -                                                         | 13,4                                                      | 2,6                                                       | 11,4                                                      | 19,1                                                      |
| 02.09.21 – 04.09.21 | Рейтинг [Архівовано 7 вересня 2021 у Wayback Machine.]                         | Телефонне                                                 | 2500                                                      | 25,8                                                      | 12,4                                                      | 10,6                                                      | 14,1                                                      | 1,8                                                       | 4,2                                                       | 4,9                                                       | 4,7                                                       | 4,5                                                       | 3,6                                                       | 2,5                                                       | 1,5                                                       | 3,4                                                       | -                                                         | 6,0                                                       | 11,7                                                      | 8,6                                                       | 7,0                                                       |
| 22.08.21 – 24.08.21 | Святкування 30-ї річниці незалежності України                                  | Святкування 30-ї річниці незалежності України             | Святкування 30-ї річниці незалежності України             | Святкування 30-ї річниці незалежності України             | Святкування 30-ї річниці незалежності України             | Святкування 30-ї річниці незалежності України             | Святкування 30-ї річниці незалежності України             | Святкування 30-ї річниці незалежності України             | Святкування 30-ї річниці незалежності України             | Святкування 30-ї річниці незалежності України             | Святкування 30-ї річниці незалежності України             | Святкування 30-ї річниці незалежності України             | Святкування 30-ї річниці незалежності України             | Святкування 30-ї річниці незалежності України             | Святкування 30-ї річниці незалежності України             | Святкування 30-ї річниці незалежності України             | Святкування 30-ї річниці незалежності України             | Святкування 30-ї річниці незалежності України             | Святкування 30-ї річниці незалежності України             | Святкування 30-ї річниці незалежності України             | Святкування 30-ї річниці незалежності України             |
| 02.08.21 – 11.08.21 | СоцМоніторинг [Архівовано 17 серпня 2021 у Wayback Machine.]                   | Особисте                                                  | 3012                                                      | 24,9                                                      | 16,2                                                      | 12,6                                                      | 15,2                                                      | 0,9                                                       | 2,8                                                       | 5,9                                                       | -                                                         | 4,7                                                       | 1,3                                                       | 2,8                                                       | 1,1                                                       | -                                                         | -                                                         | 11,6                                                      | 8,7                                                       | 13,5                                                      | 12,9                                                      |
| 29.07.21 – 04.08.21 | Центр Разумкова [Архівовано 10 серпня 2021 у Wayback Machine.]                 | Особисте                                                  | 2019                                                      | 26,6                                                      | 16,2                                                      | 11,4                                                      | 17,0                                                      | 1,1                                                       | 2,9                                                       | 5,9                                                       | -                                                         | 2,9                                                       | 2,1                                                       | 3,0                                                       | 0,9                                                       | 1,2                                                       | -                                                         | 8,8                                                       | 9,6                                                       | 15,7                                                      | 15,8                                                      |
| 29.07.21 – 03.08.21 | СОЦИС [Архівовано 9 серпня 2021 у Wayback Machine.]                            | Телефонне                                                 | 2000                                                      | 24,2                                                      | 15,0                                                      | 9,9                                                       | 17,8                                                      | 2,1                                                       | 3,1                                                       | 7,4                                                       | 3,8                                                       | 5,7                                                       | 2,5                                                       | 3,5                                                       | 0,7                                                       | -                                                         | -                                                         | 4,3                                                       | 6,4                                                       | 14,8                                                      | 8,6                                                       |
| 24.07.21 – 01.08.21 | КМІС [Архівовано 4 серпня 2021 у Wayback Machine.]                             | Особисте                                                  | 2028                                                      | 20,2                                                      | 18,3                                                      | 16,0                                                      | 14,2                                                      | 2,1                                                       | 4,0                                                       | 6,2                                                       | 1,8                                                       | 4,7                                                       | 2,3                                                       | 3,6                                                       | 1,6                                                       | 2,8                                                       | -                                                         | 2,2                                                       | 1,9                                                       | 20,6                                                      | 15,0                                                      |
| 23.07.21 – 25.07.21 | Рейтинг [Архівовано 27 липня 2021 у Wayback Machine.]                          | Телефонне                                                 | 2500                                                      | 24,1                                                      | 12,4                                                      | 12,8                                                      | 14,3                                                      | 2,0                                                       | 4,8                                                       | 4,1                                                       | 4,8                                                       | 5,0                                                       | 2,6                                                       | 3,4                                                       | 1,2                                                       | 4,3                                                       | -                                                         | 4,2                                                       | 9,8                                                       | 7,4                                                       | 5,8                                                       |
| 29.06.21 – 09.07.21 | СоцМоніторинг [Архівовано 6 березня 2022 у Wayback Machine.]                   | Особисте                                                  | 3011                                                      | 25,8                                                      | 15,9                                                      | 11,9                                                      | 15,5                                                      | 1,2                                                       | 3,3                                                       | 5,8                                                       | -                                                         | 3,4                                                       | 2,0                                                       | 2,2                                                       | 0,9                                                       | -                                                         | -                                                         | 12,1                                                      | 9,9                                                       | 14,3                                                      | 13,1                                                      |
| 30.06.21 – 03.07.21 | Рейтинг [Архівовано 6 липня 2021 у Wayback Machine.]                           | Телефонне                                                 | 2500                                                      | 24,9                                                      | 12,8                                                      | 12,3                                                      | 13,5                                                      | 2,0                                                       | 4,7                                                       | 4,8                                                       | 4,3                                                       | 4,5                                                       | 3,7                                                       | 2,6                                                       | 1,8                                                       | 4,1                                                       | -                                                         | 4,0                                                       | 11,4                                                      | 6,3                                                       | 3,8                                                       |
| 25.06.21 – 30.06.21 | СОЦИС [Архівовано 9 липня 2021 у Wayback Machine.]                             | Телефонне                                                 | 2000                                                      | 24,8                                                      | 13,3                                                      | 10,8                                                      | 18,1                                                      | 2,9                                                       | 2,0                                                       | 8,3                                                       | 2,1                                                       | 4,9                                                       | 2,9                                                       | 3,6                                                       | 1,6                                                       | -                                                         | -                                                         | 4,7                                                       | 6,7                                                       | 12,6                                                      | 11,3                                                      |
| 22.06.21 – 29.06.21 | КМІС [Архівовано 5 липня 2021 у Wayback Machine.]                              | Особисте                                                  | 2031                                                      | 20,6                                                      | 16,9                                                      | 14,7                                                      | 15,0                                                      | 1,9                                                       | 5,7                                                       | 7,0                                                       | 1,7                                                       | 5,1                                                       | 3,7                                                       | 2,2                                                       | 1,5                                                       | 1,6                                                       | -                                                         | 2,4                                                       | 3,7                                                       | 16,6                                                      | 14,9                                                      |
| 11.06.21 – 16.06.21 | Центр Разумкова [Архівовано 24 червня 2021 у Wayback Machine.]                 | Особисте                                                  | 2018                                                      | 28,1                                                      | 15,0                                                      | 10,5                                                      | 19,1                                                      | 1,1                                                       | 2,5                                                       | 6,0                                                       | -                                                         | 3,7                                                       | 0,8                                                       | 2,7                                                       | 0,4                                                       | 1,8                                                       | -                                                         | 8,3                                                       | 9,0                                                       | 15,3                                                      | 17,4                                                      |
| 26.05.21 – 08.06.21 | СоцМоніторинг [Архівовано 6 березня 2022 у Wayback Machine.]                   | Особисте                                                  | 3004                                                      | 23,3                                                      | 15,9                                                      | 11,1                                                      | 15,3                                                      | 1,8                                                       | 4,2                                                       | 4,9                                                       | -                                                         | 4,5                                                       | 2,8                                                       | 1,8                                                       | 0,9                                                       | -                                                         | -                                                         | 13,5                                                      | 7,4                                                       | 16,2                                                      | 12,1                                                      |
| 01.06.21 – 07.06.21 | КМІС [Архівовано 11 червня 2021 у Wayback Machine.]                            | Телефонне                                                 | 2003                                                      | 20,3                                                      | 11,9                                                      | 12,0                                                      | 18,5                                                      | 2,1                                                       | 4,2                                                       | 7,2                                                       | -                                                         | 4,2                                                       | 3,4                                                       | 1,8                                                       | 0,8                                                       | 2,1                                                       | -                                                         | 11,5                                                      | 1,8                                                       | 11,4                                                      | 16,2                                                      |
| 28.05.21 – 03.06.21 | СОЦИС [Архівовано 9 червня 2021 у Wayback Machine.]                            | Телефонне                                                 | 2000                                                      | 21,0                                                      | 13,6                                                      | 12,9                                                      | 18,2                                                      | 3,2                                                       | 2,8                                                       | 7,0                                                       | 2,2                                                       | 3,5                                                       | 3,4                                                       | 3,5                                                       | 2,2                                                       | -                                                         | -                                                         | 6,5                                                       | 2,8                                                       | 15,7                                                      | 10,1                                                      |
| 27.05.21 – 01.06.21 | КМІС [Архівовано 8 червня 2021 у Wayback Machine.]                             | Телефонне                                                 | 2000                                                      | 17,7                                                      | 14,7                                                      | 13,9                                                      | 15,4                                                      | 2,9                                                       | 5,0                                                       | 8,0                                                       | 4,6                                                       | 5,8                                                       | 4,5                                                       | 3,4                                                       | 1,4                                                       | -                                                         | -                                                         | 2,7                                                       | 2,3                                                       | 4,9                                                       | 1,7                                                       |
| 14.05.21 – 19.05.21 | ДемІніціативи & Центр Разумкова [Архівовано 14 червня 2021 у Wayback Machine.] | Особисте                                                  | 2020                                                      | 28,2                                                      | 14,1                                                      | 12,6                                                      | 18,8                                                      | 1,7                                                       | 2,4                                                       | 6,2                                                       | -                                                         | 2,7                                                       | 0,9                                                       | 3,5                                                       | 0,8                                                       | 1,0                                                       | -                                                         | 7,1                                                       | 9,4                                                       | 15,0                                                      | 16,7                                                      |
| 16.05.21 – 18.05.21 | Рейтинг [Архівовано 20 травня 2021 у Wayback Machine.]                         | Телефонне                                                 | 2500                                                      | 24,8                                                      | 13,2                                                      | 11,8                                                      | 13,5                                                      | 3,3                                                       | 4,1                                                       | 5,0                                                       | 4,0                                                       | 3,8                                                       | 3,1                                                       | 3,7                                                       | 1,9                                                       | 4,0                                                       | -                                                         | 3,8                                                       | 11,3                                                      | 5,7                                                       | 7,0                                                       |
| 28.04.21 – 06.05.21 | СоцМоніторинг [Архівовано 6 березня 2022 у Wayback Machine.]                   | Особисте                                                  | 3017                                                      | 23,5                                                      | 20,1                                                      | 11,8                                                      | 17,9                                                      | 1,6                                                       | 3,3                                                       | 4,9                                                       | -                                                         | 4,2                                                       | 2,9                                                       | 1,1                                                       | 0,9                                                       | -                                                         | -                                                         | 7,8                                                       | 3,4                                                       | 14,9                                                      | 12,9                                                      |
| 22.04.21 – 29.04.21 | Центр Разумкова [Архівовано 7 травня 2021 у Wayback Machine.]                  | Особисте                                                  | 2021                                                      | 28,2                                                      | 15,0                                                      | 10,8                                                      | 18,3                                                      | 2,7                                                       | 2,5                                                       | 6,4                                                       | -                                                         | 3,0                                                       | 1,9                                                       | 2,3                                                       | -                                                         | 0,9                                                       | -                                                         | 8,0                                                       | 9,9                                                       | 13,6                                                      | 14,8                                                      |
| 23.04.21 – 27.04.21 | Рейтинг [Архівовано 12 травня 2021 у Wayback Machine.]                         | Особисте                                                  | 2000                                                      | 22,8                                                      | 13,7                                                      | 12,2                                                      | 14,4                                                      | 2,8                                                       | 3,7                                                       | 3,2                                                       | 2,5                                                       | 3,5                                                       | 3,6                                                       | 3,4                                                       | 3,0                                                       | 2,5                                                       | -                                                         | 8,7                                                       | 8,4                                                       | 19,3                                                      | 17,4                                                      |
| 16.04.21 – 22.04.21 | КМІС [Архівовано 5 травня 2021 у Wayback Machine.]                             | Телефонне                                                 | 2003                                                      | 21,3                                                      | 12,2                                                      | 10,2                                                      | 17,7                                                      | 1,6                                                       | 4,1                                                       | 7,6                                                       | -                                                         | 3,9                                                       | 3,4                                                       | 1,8                                                       | 1,4                                                       | 2,8                                                       | -                                                         | 11,0                                                      | 3,6                                                       | 12,4                                                      | 17,5                                                      |
| 08.04.21 – 12.04.21 | СОЦИС [Архівовано 21 квітня 2021 у Wayback Machine.]                           | Телефонне                                                 | 2000                                                      | 22,7                                                      | 12,0                                                      | 10,8                                                      | 20,4                                                      | 3,3                                                       | 3,1                                                       | 6,4                                                       | 1,9                                                       | 4,8                                                       | 1,5                                                       | 3,8                                                       | 1,1                                                       | -                                                         | -                                                         | 8,2                                                       | 2,3                                                       | 8,1                                                       | 3,4                                                       |
| 06.04.21 – 07.04.21 | Рейтинг [Архівовано 9 квітня 2021 у Wayback Machine.]                          | Телефонне                                                 | 2500                                                      | 22,9                                                      | 14,2                                                      | 12,9                                                      | 14,6                                                      | 2,6                                                       | 4,4                                                       | 4,7                                                       | 3,5                                                       | 4,3                                                       | 3,4                                                       | 3,4                                                       | 1,7                                                       | 3,4                                                       | -                                                         | 4,0                                                       | 8,3                                                       | 6,8                                                       | 5,2                                                       |
| 24.03.21 – 30.03.21 | СоцМоніторинг [Архівовано 17 квітня 2021 у Wayback Machine.]                   | Особисте                                                  | 3000                                                      | 23,9                                                      | 20,5                                                      | 11,5                                                      | 16,1                                                      | 1,7                                                       | 3,1                                                       | 4,9                                                       | -                                                         | 4,0                                                       | 3,2                                                       | 2,0                                                       | 0,9                                                       | -                                                         | -                                                         | 8,2                                                       | 3,4                                                       | 15,3                                                      | 12,7                                                      |
| 23.03.21 – 24.03.21 | Рейтинг [Архівовано 26 березня 2021 у Wayback Machine.]                        | Телефонне                                                 | 2500                                                      | 20,8                                                      | 14,8                                                      | 12,4                                                      | 15,0                                                      | 3,5                                                       | 4,6                                                       | 5,0                                                       | 3,1                                                       | 5,0                                                       | 2,9                                                       | 2,9                                                       | 2,4                                                       | 3,2                                                       | -                                                         | 4,4                                                       | 5,8                                                       | 6,8                                                       | 7,1                                                       |
| 13.03.21 – 21.03.21 | Рейтинг & МРІ [Архівовано 17 травня 2021 у Wayback Machine.]                   | Особисте                                                  | 2400                                                      | 22,0                                                      | 17,0                                                      | 12,0                                                      | 17,0                                                      | 2,0                                                       | 4,0                                                       | 4,0                                                       | 1,0                                                       | 4,0                                                       | 3,0                                                       | 3,0                                                       | 2,0                                                       | 1,0                                                       | -                                                         | 8,0                                                       | 5,0                                                       | 18,0                                                      | 25,0                                                      |
| 05.03.21 – 09.03.21 | Центр Разумкова [Архівовано 16 березня 2021 у Wayback Machine.]                | Особисте                                                  | 2018                                                      | 26,5                                                      | 17,9                                                      | 9,4                                                       | 20,1                                                      | 3,4                                                       | 2,0                                                       | 5,2                                                       | -                                                         | 3,0                                                       | 1,6                                                       | 3,4                                                       | -                                                         | 1,1                                                       | -                                                         | 6,3                                                       | 6,4                                                       | 13,4                                                      | 15,5                                                      |
| 02.03.21 – 03.03.21 | Рейтинг [Архівовано 5 березня 2021 у Wayback Machine.]                         | Телефонне                                                 | 2500                                                      | 19,5                                                      | 14,3                                                      | 12,3                                                      | 14,7                                                      | 3,1                                                       | 5,0                                                       | 5,3                                                       | 4,0                                                       | 5,3                                                       | 3,1                                                       | 2,8                                                       | 3,0                                                       | 2,7                                                       | -                                                         | 4,9                                                       | 4,8                                                       | 6,8                                                       | 6,5                                                       |
| 23.02.21 – 01.03.21 | КМІС [Архівовано 5 березня 2021 у Wayback Machine.]                            | Особисте                                                  | 1207                                                      | 21,3                                                      | 18,1                                                      | 14,4                                                      | 15,0                                                      | 3,6                                                       | 4,4                                                       | 5,0                                                       | -                                                         | 3,7                                                       | 2,6                                                       | 4,4                                                       | 2,4                                                       | 2,6                                                       | -                                                         | 2,5                                                       | 3,2                                                       | 15,6                                                      | 16,1                                                      |
| 19.02.21 – 28.02.21 | СоцМоніторинг [Архівовано 5 березня 2021 у Wayback Machine.]                   | Особисте                                                  | 3017                                                      | 21,3                                                      | 21,9                                                      | 11,3                                                      | 15,0                                                      | 1,7                                                       | 3,5                                                       | 4,9                                                       | -                                                         | 4,1                                                       | 3,2                                                       | 2,2                                                       | 1,1                                                       | -                                                         | -                                                         | 9,8                                                       | 0,6                                                       | 14,2                                                      | 11,0                                                      |
| 22.02.21 – 23.02.21 | Рейтинг [Архівовано 24 лютого 2021 у Wayback Machine.]                         | Телефонне                                                 | 2500                                                      | 19,7                                                      | 14,2                                                      | 12,0                                                      | 16,2                                                      | 3,3                                                       | 4,9                                                       | 4,4                                                       | -                                                         | 5,1                                                       | 3,2                                                       | 3,8                                                       | 2,8                                                       | 3,2                                                       | -                                                         | 7,2                                                       | 3,5                                                       | 5,3                                                       | 6,2                                                       |
| 19.02.21            | РНБО ввела санкції проти Віктора Медведчука                                    | РНБО ввела санкції проти Віктора Медведчука               | РНБО ввела санкції проти Віктора Медведчука               | РНБО ввела санкції проти Віктора Медведчука               | РНБО ввела санкції проти Віктора Медведчука               | РНБО ввела санкції проти Віктора Медведчука               | РНБО ввела санкції проти Віктора Медведчука               | РНБО ввела санкції проти Віктора Медведчука               | РНБО ввела санкції проти Віктора Медведчука               | РНБО ввела санкції проти Віктора Медведчука               | РНБО ввела санкції проти Віктора Медведчука               | РНБО ввела санкції проти Віктора Медведчука               | РНБО ввела санкції проти Віктора Медведчука               | РНБО ввела санкції проти Віктора Медведчука               | РНБО ввела санкції проти Віктора Медведчука               | РНБО ввела санкції проти Віктора Медведчука               | РНБО ввела санкції проти Віктора Медведчука               | РНБО ввела санкції проти Віктора Медведчука               | РНБО ввела санкції проти Віктора Медведчука               | РНБО ввела санкції проти Віктора Медведчука               | РНБО ввела санкції проти Віктора Медведчука               |
| 11.02.21 – 16.02.21 | КМІС & СОЦИС [Архівовано 19 лютого 2021 у Wayback Machine.]                    | Телефонне                                                 | 3000                                                      | 17,6                                                      | 17,8                                                      | 11,4                                                      | 19,2                                                      | 2,8                                                       | 4,8                                                       | 8,5                                                       | -                                                         | 5,3                                                       | 2,9                                                       | 3,4                                                       | 2,7                                                       | -                                                         | -                                                         | 3,6                                                       | 1,4                                                       | 8,5                                                       | 2,6                                                       |
| 05.02.21 – 07.02.21 | КМІС [Архівовано 14 лютого 2021 у Wayback Machine.]                            | Телефонне                                                 | 2005                                                      | 15,5                                                      | 16,8                                                      | 13,2                                                      | 18,1                                                      | 3,7                                                       | 5,2                                                       | 6,3                                                       | -                                                         | 3,2                                                       | 3,9                                                       | 2,7                                                       | 1,6                                                       | 2,1                                                       | -                                                         | 7,7                                                       | 1,3                                                       | 10,6                                                      | 20,2                                                      |
| 21.01.21 – 05.02.21 | Інфо Сапієнс [Архівовано 16 лютого 2021 у Wayback Machine.]                    | Особисте                                                  | 1003                                                      | 23,0                                                      | 21,8                                                      | 13,7                                                      | 23,0                                                      | 0,9                                                       | 4,7                                                       | 4,6                                                       | -                                                         | 2,3                                                       | 1,6                                                       | 0,7                                                       | 0,5                                                       | 1,4                                                       | -                                                         | 1,8                                                       | Порівну                                                   | 29,5                                                      | 13,7                                                      |
| 02.02.21 – 03.02.21 | Рейтинг [Архівовано 4 лютого 2021 у Wayback Machine.]                          | Телефонне                                                 | 2000                                                      | 18,6                                                      | 18,9                                                      | 12,2                                                      | 15,2                                                      | 3,5                                                       | 4,7                                                       | 4,5                                                       | -                                                         | 4,8                                                       | 3,4                                                       | 3,1                                                       | 4,4                                                       | 2,4                                                       | -                                                         | 4,3                                                       | 0,3                                                       | 7,7                                                       | 5,6                                                       |
| 01.02.21 – 03.02.21 | Інфо Сапієнс [Архівовано 10 лютого 2021 у Wayback Machine.]                    | Телефонне                                                 | 2012                                                      | 13,5                                                      | 19,8                                                      | 14,7                                                      | 17,0                                                      | 2,6                                                       | 6,1                                                       | 7,4                                                       | -                                                         | 4,3                                                       | 3,1                                                       | 3,3                                                       | -                                                         | 3,2                                                       | -                                                         | 5,0                                                       | 2,8                                                       | 6,7                                                       | 9,3                                                       |
| 29.01.21 - 03.02.21 | Центр Разумкова [Архівовано 9 лютого 2021 у Wayback Machine.]                  | Особисте                                                  | 2019                                                      | 22,2                                                      | 21,9                                                      | 10,3                                                      | 18,1                                                      | 2,7                                                       | 2,5                                                       | 4,7                                                       | -                                                         | 2,3                                                       | 2,1                                                       | 2,5                                                       | -                                                         | 1,2                                                       | -                                                         | 9,5                                                       | 0,3                                                       | 15,4                                                      | 16,1                                                      |
| 27.01.21 – 01.02.21 | КМІС [Архівовано 3 лютого 2021 у Wayback Machine.]                             | Особисте                                                  | 1205                                                      | 18,2                                                      | 24,1                                                      | 10,3                                                      | 15,6                                                      | 2,4                                                       | 4,6                                                       | 6,4                                                       | -                                                         | 3,4                                                       | 3,2                                                       | 3,6                                                       | 2,7                                                       | 1,7                                                       | -                                                         | 3,8                                                       | 5,9                                                       | 15,4                                                      | 16,0                                                      |
| 15.01.21 – 25.01.21 | СоцМоніторинг [Архівовано 1 березня 2021 у Wayback Machine.]                   | Особисте                                                  | 3014                                                      | 20,7                                                      | 22,7                                                      | 11,3                                                      | 15,6                                                      | 1,2                                                       | 3,8                                                       | 4,9                                                       | -                                                         | 3,3                                                       | 2,2                                                       | 3,3                                                       | 1,1                                                       | -                                                         | -                                                         | 9,9                                                       | 2,0                                                       | 11,8                                                      | 12,4                                                      |
| 22.01.21            | КМІС [Архівовано 27 січня 2021 у Wayback Machine.]                             | Телефонне                                                 | 1005                                                      | 11,2                                                      | 20,7                                                      | 12,6                                                      | 15,3                                                      | 5,3                                                       | -                                                         | 8,3                                                       | -                                                         | 5,3                                                       | 4,6                                                       | 3,8                                                       | 2,4                                                       | 4,4                                                       | -                                                         | 6,1                                                       | 5,4                                                       | 8,6                                                       | 15,1                                                      |
| 02.01.21 – 04.01.21 | Рейтинг [Архівовано 29 січня 2021 у Wayback Machine.]                          | Телефонне                                                 | 2500                                                      | 21,6                                                      | 17,4                                                      | 10,9                                                      | 14,5                                                      | 2,8                                                       | 5,6                                                       | 2,8                                                       | -                                                         | 5,7                                                       | 2,9                                                       | 3,2                                                       | 3,7                                                       | 3,1                                                       | -                                                         | 5,8                                                       | 4,2                                                       | 6,2                                                       | 8,4                                                       |

1. ↑  Умовна "Партія Притули" 2,1%, Громадянська позиція 0,6%, Опозиційний блок 0,4%, Наш край 0,2%, Пропозиція 0,2%
2. ↑  Самопоміч 1,6%
3. ↑  Умовна "Партія Притули" 3,5%, Народний фронт 1,9%
4. ↑  Самопоміч 1,7%
5. ↑  Самопоміч 1,5%, Національний корпус 0,9%, Пропозиція 0,5%, Україна - наш дім 0,2%
6. ↑  Самопоміч 2,1%
7. ↑  Умовна "Партія Притули" 2,4%, Громадянська позиція 1,5%, Наш край 0,5%, Пропозиція 0,3%, Опозиційний блок 0,2%
8. ↑  Народний фронт 1,8%, Самопоміч 1,6%, Наш край 1,1%
9. ↑  Самопоміч 1,7%, Наш край 1,1%
10. ↑  Самопоміч 1,9%
11. ↑  Громадянська позиція 2,9%, Умовна "Партія Притули" 2,2%, Наш край 0,7%, Опозиційний блок 0,4%, Пропозиція 0,1%
12. ↑  Пропозиція 1,2%, Україна - наш дім 1,1%
13. ↑  Громадянська позиція 2,1%
14. ↑  Опозиційний блок 5,5% (Лідери - Мураєв, Новинський), Громадянська позиція 2,8%, Самопоміч 2,0%, Національний корпус 1,0%, Пропозиція 0,6%
15. ↑  Умовна "Партія Притули" 3,2%, Україна - наш дім 0,6%
16. ↑  Громадянська позиція 2,4%, Народний фронт 1,1%,  Опозиційний блок 0,9%, Національний корпус 0,8%, Самопоміч 0,6%
17. ↑  Громадянська позиція 1,5%
18. ↑  Самопоміч 1,7%
19. ↑  Громадянська позиція 2,6%, Національний корпус 1%, Народний фронт 0,9%, Опозиційний блок 0,8%
20. ↑  Самопоміч 2,6%
21. ↑  Опозиційний блок 1,5%, Пропозиція 0,7%
22. ↑  Громадянська позиція 3%, Пропозиція 0,1%
23. ↑  Громадянська позиція 2,3%
24. ↑  Громадянська позиція 3,5%, Пропозиція 1,1%, Національний корпус 0,9%
25. ↑  Громадянська позиція 2,8%
26. ↑  Самопоміч 1,8%
27. ↑  Громадянська позиція 2,8%
28. ↑  Громадянська позиція 1,8%
29. ↑  Самопоміч 2,2%, Народний фронт 1,5%
30. ↑  Громадянська позиція 3,7%, Опозиційний блок 3,3%, Самопоміч 2%, Національний корпус 1,1%, Пропозиція 0,7%
31. ↑  Самопоміч 2,4%
32. ↑  Громадянська позиція 2,3%
33. ↑  Народний фронт 2%
34. ↑  Громадянська позиція 1%, Самопоміч 1%, Національний корпус 1%
35. ↑  Громадянська позиція 1,3%
36. ↑  Народний фронт 1,9%
37. ↑  Самопоміч 1,2%, Наш край 0,4%
38. ↑  Громадянська позиція 2,8%
39. ↑  Народний фронт 1,9%
40. ↑  Громадянська позиція 1,8%
41. ↑  Громадянська позиція 2,4%
42. ↑  Громадянська позиція 2,5%

### 2020
| Дата                | Опитування                                                                     | Метод                                      | Вибірка                                    |                                            |                                            |                                            |                                            |                                            |                                            |                                            |                                            |                                            |                                            |                                            |                                            |                                            |                                            | Інші партії                                | Перевага                                   | Не визначились / Важко сказати / Відмова | Не планують голосувати |
| ------------------- | ------------------------------------------------------------------------------ | ------------------------------------------ | ------------------------------------------ | ------------------------------------------ | ------------------------------------------ | ------------------------------------------ | ------------------------------------------ | ------------------------------------------ | ------------------------------------------ | ------------------------------------------ | ------------------------------------------ | ------------------------------------------ | ------------------------------------------ | ------------------------------------------ | ------------------------------------------ | ------------------------------------------ | ------------------------------------------ | ------------------------------------------ | ------------------------------------------ | ---------------------------------------- | ---------------------- |
| Дата                | Опитування                                                                     | Метод                                      | Вибірка                                    |                                            |                                            |                                            |                                            |                                            |                                            |                                            |                                            |                                            |                                            |                                            |                                            |                                            |                                            | Інші партії                                | Перевага                                   | Не визначились / Важко сказати / Відмова | Не планують голосувати |
| Дата                | Опитування                                                                     | Метод                                      | Вибірка                                    | % серед тих, хто визначився з вибором      | % серед тих, хто визначився з вибором      | % серед тих, хто визначився з вибором      | % серед тих, хто визначився з вибором      | % серед тих, хто визначився з вибором      | % серед тих, хто визначився з вибором      | % серед тих, хто визначився з вибором      | % серед тих, хто визначився з вибором      | % серед тих, хто визначився з вибором      | % серед тих, хто визначився з вибором      | % серед тих, хто визначився з вибором      | % серед тих, хто визначився з вибором      | % серед тих, хто визначився з вибором      | % серед тих, хто визначився з вибором      | % серед тих, хто визначився з вибором      | % серед тих, хто визначився з вибором      | % серед усіх                             | % серед усіх           |
| 17.12.20 – 23.12.20 | КМІС [Архівовано 31 грудня 2020 у Wayback Machine.]                            | Особисте                                   | 1200                                       | 20,9                                       | 23,1                                       | 9,8                                        | 14,1                                       | 3,1                                        | 6,1                                        | 4,4                                        | 1,8                                        | 5,2                                        | 2,3                                        | 2,8                                        | -                                          | 2,3                                        | 2,2                                        | 1,9                                        | 2,2                                        | 17,2                                     | 18,2                   |
| 16.12.20 – 20.12.20 | Рейтинг [Архівовано 25 грудня 2020 у Wayback Machine.]                         | Особисте                                   | 2000                                       | 21,1                                       | 17,3                                       | 10,9                                       | 15,2                                       | 3,5                                        | 4,8                                        | 3,8                                        | -                                          | 4,8                                        | 3,4                                        | 3,4                                        | -                                          | 4,3                                        | 3,3                                        | 4,2                                        | 3,8                                        | 5,3                                      | 5,6                    |
| 05.12.20 – 13.12.20 | ДемІніціативи [Архівовано 30 грудня 2020 у Wayback Machine.]                   | Особисте                                   | 2000                                       | 17,3                                       | 22,5                                       | 13,1                                       | 16,1                                       | 2,5                                        | 2,5                                        | 4,0                                        | 0,8                                        | 3,0                                        | 3,1                                        | 2,4                                        | 2,0                                        | 4,2                                        | 1,4                                        | 5,1                                        | 5,2                                        | 22,1                                     | 18,8                   |
| 04.12.20 – 09.12.20 | Центр Разумкова [Архівовано 18 грудня 2020 у Wayback Machine.]                 | Особисте                                   | 2018                                       | 26,5                                       | 17,7                                       | 8,8                                        | 19,5                                       | 2,3                                        | 1,9                                        | 4,8                                        | 1,0                                        | 3,8                                        | 2,5                                        | 2,9                                        | 1,6                                        | 1,6                                        | 1,3                                        | 3,8                                        | 7,0                                        | 13,3                                     | 15,7                   |
| 04.12.20 – 08.12.20 | КМІС [Архівовано 30 грудня 2020 у Wayback Machine.]                            | Телефонне                                  | 2000                                       | 19,0                                       | 17,4                                       | 10,1                                       | 16,9                                       | 3,5                                        | 3,2                                        | 5,6                                        | 1,7                                        | 3,8                                        | 3,3                                        | 2,9                                        | 3,2                                        | 3,2                                        | 1,8                                        | 4,4                                        | 1,6                                        | 7.4                                      | 20,0                   |
| 18.11.20 – 26.11.20 | СоцМоніторинг [Архівовано 21 січня 2021 у Wayback Machine.]                    | Особисте                                   | 3020                                       | 25,9                                       | 22,1                                       | 9,1                                        | 15,9                                       | 1,0                                        | 4,2                                        | 4,9                                        | 0,3                                        | 1,3                                        | 3,2                                        | 3,1                                        | 2,9                                        | 1,3                                        | -                                          | 4,8                                        | 3,8                                        | 12,8                                     | 13,3                   |
| 05.11.20 – 08.11.20 | КМІС [Архівовано 18 листопада 2020 у Wayback Machine.]                         | Телефонне                                  | 1083                                       | 18,7                                       | 22,1                                       | 9,3                                        | 19,3                                       | 4,7                                        | 5,4                                        | 6,6                                        | -                                          | 3,7                                        | 2,9                                        | 3,3                                        | -                                          | 1,6                                        | -                                          | 2,4                                        | 2,8                                        | 13,7                                     | 13,6                   |
| 30.10.20 – 05.11.20 | Центр Разумкова [Архівовано 17 листопада 2020 у Wayback Machine.]              | Особисте                                   | 2020                                       | 27,9                                       | 16,5                                       | 8,2                                        | 21,2                                       | 2,6                                        | 1,8                                        | 4,8                                        | 0,6                                        | 1,7                                        | 2,2                                        | 3,9                                        | 2,1                                        | 1,8                                        | -                                          | 4,7                                        | 6,7                                        | 11,9                                     | 18,3                   |
| 02.11.20 – 03.11.20 | Рейтинг [Архівовано 17 листопада 2020 у Wayback Machine.]                      | Телефонне                                  | 2000                                       | 22,7                                       | 17,1                                       | 8,0                                        | 15,4                                       | 3,6                                        | 4,3                                        | 4,3                                        | -                                          | 3,1                                        | 3,4                                        | 3,5                                        | -                                          | 4,5                                        | 3,7                                        | 6,4                                        | 5,6                                        | 7,3                                      | 8,7                    |
| 28.10.20 – 02.11.20 | СОЦИС [Архівовано 13 листопада 2020 у Wayback Machine.]                        | Телефонне                                  | 2000                                       | 25,0                                       | 15,6                                       | 9,3                                        | 17,9                                       | 3,3                                        | 3,0                                        | 4,1                                        | 0,7                                        | 1,9                                        | 2,7                                        | 3,1                                        | 2,7                                        | 3,7                                        | -                                          | 7,0                                        | 7,1                                        | 16,9                                     | 10,0                   |
| 25.10.20            | Місцеві вибори 2020                                                            | Місцеві вибори 2020                        | Місцеві вибори 2020                        | Місцеві вибори 2020                        | Місцеві вибори 2020                        | Місцеві вибори 2020                        | Місцеві вибори 2020                        | Місцеві вибори 2020                        | Місцеві вибори 2020                        | Місцеві вибори 2020                        | Місцеві вибори 2020                        | Місцеві вибори 2020                        | Місцеві вибори 2020                        | Місцеві вибори 2020                        | Місцеві вибори 2020                        | Місцеві вибори 2020                        | Місцеві вибори 2020                        | Місцеві вибори 2020                        | Місцеві вибори 2020                        | Місцеві вибори 2020                      | Місцеві вибори 2020    |
| 17.10.20 – 24.10.20 | КМІС [Архівовано 18 листопада 2020 у Wayback Machine.]                         | Телефонне                                  | 1502                                       | 20,6                                       | 22,1                                       | 9,2                                        | 16,0                                       | 4,2                                        | 5,0                                        | 5,4                                        | -                                          | 2,9                                        | 2,8                                        | 4,0                                        | -                                          | 3,9                                        | -                                          | 3,9                                        | 1,5                                        | 13,7                                     | 13,6                   |
| 20.09.20 – 29.09.20 | СоцМоніторинг [Архівовано 20 жовтня 2020 у Wayback Machine.]                   | Особисте                                   | 3014                                       | 25,9                                       | 22,0                                       | 9,5                                        | 14,2                                       | 1,6                                        | 4,1                                        | 4,3                                        | 0,8                                        | 1,5                                        | 3,7                                        | 2,9                                        | 3,6                                        | 0,9                                        | -                                          | 5,0                                        | 3,9                                        | 2,0                                      | -                      |
| 18.09.20 – 28.09.20 | СОЦИС [Архівовано 5 жовтня 2020 у Wayback Machine.]                            | Телефонне                                  | 2000                                       | 23,3                                       | 14,3                                       | 8,3                                        | 18,4                                       | 3,3                                        | 2,6                                        | 4,5                                        | 0,9                                        | 1,8                                        | 3,3                                        | 3,6                                        | 1,7                                        | 2,6                                        | -                                          | 11,4                                       | 4,9                                        | 14,2                                     | 12,1                   |
| 12.09.20 – 16.09.20 | КМІС [Архівовано 23 вересня 2020 у Wayback Machine.]                           | Телефонне                                  | 2000                                       | 21,5                                       | 16,3                                       | 8,7                                        | 17,8                                       | 1,3                                        | 6,3                                        | 4,0                                        | 1,8                                        | 2,8                                        | 4,1                                        | 3,3                                        | 3,1                                        | 1,9                                        | 2,6                                        | 3,5                                        | 3,7                                        | 23,3                                     | 15,7                   |
| 29.08.20 – 03.09.20 | Рейтинг [Архівовано 10 вересня 2020 у Wayback Machine.]                        | Телефонне                                  | 10000                                      | 25,7                                       | 16,7                                       | 9,4                                        | 15,6                                       | 4,3                                        | 6,0                                        | 4,0                                        | 0,5                                        | 2,5                                        | 3,5                                        | 2,5                                        | 0,7                                        | 1,4                                        | 1,7                                        | 5,5                                        | 9,0                                        | 13,6                                     | 5,8                    |
| 14.08.20 – 19.08.20 | ДемІніціативи & Центр Разумкова [Архівовано 21 серпня 2020 у Wayback Machine.] | Особисте                                   | 2018                                       | 29,5                                       | 21,7                                       | 11,5                                       | 15,5                                       | 1,8                                        | 2,7                                        | 4,6                                        | 1,5                                        | 1,3                                        | 2,2                                        | 2,4                                        | 0,8                                        | -                                          | -                                          | 4,5                                        | 7,8                                        | 13,1                                     | 11,2                   |
| 08.08.20 – 15.08.20 | СоцМоніторинг [Архівовано 18 вересня 2020 у Wayback Machine.]                  | Особисте                                   | 3012                                       | 26,7                                       | 21,3                                       | 9,8                                        | 12,5                                       | 1,8                                        | 3,3                                        | 4,9                                        | 0,9                                        | 1,4                                        | 3,6                                        | 2,3                                        | 3,8                                        | 0,8                                        | -                                          | 6,9                                        | 5,4                                        | 2,5                                      | -                      |
| 05.08.20            | Рейтинг [Архівовано 10 серпня 2020 у Wayback Machine.]                         | Телефонне                                  | 2000                                       | 25,9                                       | 17,6                                       | 10,4                                       | 15,7                                       | 2,6                                        | 4,8                                        | 4,6                                        | 2,0                                        | 3,2                                        | 3,0                                        | 3,0                                        | 1,2                                        | -                                          | 1,9                                        | 4,1                                        | 8,3                                        | 15,0                                     | 6,6                    |
| 30.07.20 – 31.07.20 | Рейтинг & МРІ [Архівовано 12 січня 2022 у Wayback Machine.]                    | Телефонне                                  | 2472                                       | 30,0                                       | 17,0                                       | 8,0                                        | 16,0                                       | 2,0                                        | 2,0                                        | 2,0                                        | 2,0                                        | 2,0                                        | 2,0                                        | 2,0                                        | 4,0                                        | -                                          | -                                          | 11,0                                       | 13,0                                       | 41,0                                     | 10,0                   |
| 21.07.20 – 28.07.20 | СОЦИС & Центр Разумкова [Архівовано 18 серпня 2020 у Wayback Machine.]         | Особисте                                   | 4000                                       | 25,5                                       | 18,3                                       | 10,4                                       | 18,1                                       | 2,2                                        | 2,8                                        | 6,5                                        | 1,3                                        | 1,9                                        | 2,5                                        | 2,0                                        | 1,6                                        | 0,5                                        | -                                          | 6,4                                        | 7,2                                        | 12,7                                     | 11,0                   |
| 15.07.20 – 20.07.20 | Рейтинг [Архівовано 27 липня 2020 у Wayback Machine.]                          | Особисте                                   | 2000                                       | 27,8                                       | 15,5                                       | 10,0                                       | 14,3                                       | 2,4                                        | 4,0                                        | 3,5                                        | -                                          | 2,8                                        | 3,4                                        | 3,3                                        | 1,3                                        | -                                          | 1,5                                        | 10,2                                       | 12,3                                       | 11,2                                     | 10,7                   |
| 16.07.20 – 17.07.20 | Рейтинг [Архівовано 24 липня 2020 у Wayback Machine.]                          | Телефонне                                  | 2000                                       | 27,9                                       | 18,0                                       | 11,4                                       | 14,7                                       | 3,1                                        | 5,2                                        | 4,3                                        | 1,0                                        | 3,3                                        | 3,4                                        | 3,2                                        | 0,7                                        | -                                          | -                                          | 3,8                                        | 9,9                                        | 7,4                                      | 7,2                    |
| 08.07.20 – 15.07.20 | СоцМоніторинг [Архівовано 23 липня 2020 у Wayback Machine.]                    | Особисте                                   | 3035                                       | 29,8                                       | 20,1                                       | 9,6                                        | 15,7                                       | 2,1                                        | 2,8                                        | 4,9                                        | 0,9                                        | 0,5                                        | 2,6                                        | 2,5                                        | 3,0                                        | 0,7                                        | -                                          | 4,8                                        | 9,7                                        | 14,8                                     | 12,5                   |
| 03.07.20 – 09.07.20 | ДемІніціативи & Центр Разумкова [Архівовано 17 липня 2020 у Wayback Machine.]  | Особисте                                   | 2022                                       | 34,1                                       | 19,1                                       | 8,4                                        | 15,1                                       | 3,3                                        | 2,2                                        | 3,7                                        | 1,5                                        | 1,6                                        | 2,4                                        | 2,2                                        | 2,8                                        | -                                          | -                                          | 3,6                                        | 15,0                                       | 15,7                                     | 10,3                   |
| 24.06.20 – 30.06.20 | СОЦИС [Архівовано 8 липня 2020 у Wayback Machine.]                             | Телефонне                                  | 2000                                       | 26,6                                       | 18,6                                       | 7,3                                        | 21,3                                       | 3,3                                        | 3,3                                        | 5,0                                        | 1,1                                        | 1,5                                        | 3,9                                        | 1,7                                        | 1,6                                        | 0,6                                        | -                                          | 4,2                                        | 5,3                                        | 22,7                                     | 11,3                   |
| 24.06.20 – 28.06.20 | Рейтинг [Архівовано 4 липня 2020 у Wayback Machine.]                           | Особисте                                   | 2000                                       | 29,3                                       | 15,3                                       | 10,7                                       | 13,6                                       | 3,0                                        | 3,5                                        | 3,7                                        | 1,1                                        | 2,2                                        | 3,7                                        | 2,5                                        | 1,1                                        | 1,7                                        | -                                          | 8,6                                        | 14,0                                       | 20,8                                     | 14,8                   |
| 17.06.20 – 24.06.20 | Центр Разумкова [Архівовано 30 червня 2020 у Wayback Machine.]                 | Особисте                                   | 2017                                       | 30,3                                       | 21,8                                       | 8,5                                        | 15,7                                       | 2,3                                        | 0,9                                        | 3,2                                        | 2,3                                        | 1,7                                        | 1,8                                        | 1,8                                        | 3,4                                        | -                                          | -                                          | 6,3                                        | 8,5                                        | 18,6                                     | 12,5                   |
| 10.06.20 – 19.06.20 | СоцМоніторинг [Архівовано 25 червня 2020 у Wayback Machine.]                   | Особисте                                   | 3037                                       | 30,5                                       | 18,6                                       | 9,7                                        | 12,0                                       | 2,1                                        | 3,2                                        | 4,3                                        | 1,6                                        | 1,4                                        | 2,1                                        | 3,2                                        | 4,2                                        | -                                          | -                                          | 7,1                                        | 11,9                                       | 18,5                                     | 9,5                    |
| 24.05.20 – 04.06.20 | КМІС [Архівовано 11 червня 2020 у Wayback Machine.]                            | Телефонне                                  | 4000                                       | 28,0                                       | 17,7                                       | 8,0                                        | 16,2                                       | 3,8                                        | 4,5                                        | 4,7                                        | 1,6                                        | 2,6                                        | 4,7                                        | 2,3                                        | 2,9                                        | -                                          | -                                          | 3,0                                        | 10,3                                       | 20,4                                     | 11,3                   |
| 22.05.20 – 29.05.20 | СОЦИС [Архівовано 22 червня 2020 у Wayback Machine.]                           | Телефонне                                  | 2000                                       | 33,9                                       | 16,3                                       | 8,3                                        | 15,4                                       | 3,9                                        | 3,4                                        | 3,6                                        | 2,0                                        | 2,4                                        | 3,5                                        | 2,3                                        | 1,7                                        | -                                          | -                                          | 3,3                                        | 17,6                                       | -                                        | -                      |
| 14.05.20 – 17.05.20 | КМІС [Архівовано 1 червня 2020 у Wayback Machine.]                             | Телефонне                                  | 2000                                       | 31,2                                       | 17,4                                       | 8,9                                        | 14,8                                       | 3,6                                        | 3,1                                        | 3,5                                        | 2,7                                        | 2,6                                        | 3,9                                        | 2,0                                        | 2,8                                        | -                                          | -                                          | 3,5                                        | 13,8                                       | 20,3                                     | 26,0                   |
| 12.05.20 – 13.05.20 | Рейтинг [Архівовано 16 червня 2020 у Wayback Machine.]                         | Телефонне                                  | 3000                                       | 34,0                                       | 15,1                                       | 9,2                                        | 14,0                                       | 2,5                                        | 4,0                                        | 4,7                                        | 2,0                                        | 3,1                                        | 3,4                                        | 2,6                                        | 0,9                                        | -                                          | -                                          | 4,5                                        | 18,9                                       | 8,3                                      | 7,4                    |
| 26.04.20 – 30.04.20 | КМІС [Архівовано 5 червня 2020 у Wayback Machine.]                             | Телефонне                                  | 1500                                       | 29,9                                       | 15,8                                       | 11,6                                       | 13,5                                       | 2,8                                        | 4,9                                        | 6,9                                        | 2,2                                        | 2,7                                        | 3,6                                        | 4,7                                        | -                                          | -                                          | -                                          | 1,4                                        | 14,1                                       | 22,8                                     | 11,4                   |
| 24.04.20 – 29.04.20 | Центр Разумкова [Архівовано 16 червня 2020 у Wayback Machine.]                 | Телефонне                                  | 2056                                       | 41,5                                       | 14,2                                       | 7,0                                        | 13,9                                       | 3,1                                        | -                                          | 4,5                                        | -                                          | -                                          | -                                          | -                                          | -                                          | -                                          | -                                          | 15,8                                       | 27,3                                       | -                                        | -                      |
| 17.04.20 – 25.04.20 | КМІС [Архівовано 8 червня 2020 у Wayback Machine.]                             | Телефонне                                  | 4024                                       | 32,6                                       | 15,8                                       | 12,0                                       | 15,2                                       | 3,5                                        | 2,7                                        | 3,4                                        | 1,7                                        | 1,7                                        | 3,6                                        | 2,0                                        | 2,5                                        | -                                          | -                                          | 3,3                                        | 16,8                                       | 32,3                                     | 10,9                   |
| 10.04.20 – 12.04.20 | Рейтинг [Архівовано 16 червня 2020 у Wayback Machine.]                         | Телефонне                                  | 2000                                       | 38,1                                       | 14,1                                       | 9,1                                        | 15,4                                       | 3,0                                        | 2,8                                        | 1,7                                        | 1,8                                        | 1,7                                        | 2,9                                        | 1,9                                        | 0,9                                        | -                                          | -                                          | 6,6                                        | 22,7                                       | 19,6                                     | 13,6                   |
| 13.03.20 – 23.03.20 | СОЦИС [Архівовано 11 червня 2020 у Wayback Machine.]                           | Особисте                                   | 2000                                       | 39,8                                       | 12,4                                       | 7,4                                        | 17,2                                       | 2,4                                        | 2,8                                        | 3,7                                        | 1,3                                        | 1,6                                        | 1,1                                        | 2,5                                        | 2,0                                        | -                                          | -                                          | 5,8                                        | 22,6                                       | 10,4                                     | 10,4                   |
| 04.03.20            | Денис Шмигаль став новим прем'єр-міністром                                     | Денис Шмигаль став новим прем'єр-міністром | Денис Шмигаль став новим прем'єр-міністром | Денис Шмигаль став новим прем'єр-міністром | Денис Шмигаль став новим прем'єр-міністром | Денис Шмигаль став новим прем'єр-міністром | Денис Шмигаль став новим прем'єр-міністром | Денис Шмигаль став новим прем'єр-міністром | Денис Шмигаль став новим прем'єр-міністром | Денис Шмигаль став новим прем'єр-міністром | Денис Шмигаль став новим прем'єр-міністром | Денис Шмигаль став новим прем'єр-міністром | Денис Шмигаль став новим прем'єр-міністром | Денис Шмигаль став новим прем'єр-міністром | Денис Шмигаль став новим прем'єр-міністром | Денис Шмигаль став новим прем'єр-міністром | Денис Шмигаль став новим прем'єр-міністром | Денис Шмигаль став новим прем'єр-міністром | Денис Шмигаль став новим прем'єр-міністром |                                          |                        |
| 04.03.20            | Верховна Рада відправила у відставку Олексія Гончарука та його уряд            |                                            |                                            |                                            |                                            |                                            |                                            |                                            |                                            |                                            |                                            |                                            |                                            |                                            |                                            |                                            |                                            |                                            |                                            |                                          |                        |
| 08.02.20 – 18.02.20 | КМІС [Архівовано 8 червня 2020 у Wayback Machine.]                             | Особисте                                   | 2038                                       | 39,1                                       | 15,6                                       | 9,0                                        | 10,8                                       | 0,9                                        | 4,2                                        | 4,6                                        | 3,4                                        | 1,0                                        | 1,8                                        | 3,4                                        | 2,5                                        | -                                          | -                                          | 3,7                                        | 23,5                                       | 25,9                                     | 14,1                   |
| 13.02.20 – 17.02.20 | Центр Разумкова [Архівовано 24 лютого 2020 у Wayback Machine.]                 | Особисте                                   | 2018                                       | 36,4                                       | 15,3                                       | 10,3                                       | 12,6                                       | 3,2                                        | 3,5                                        | 4,7                                        | 2,0                                        | 1,5                                        | -                                          | 2,7                                        | 2,7                                        | -                                          | -                                          | 5,1                                        | 21,1                                       | -                                        | -                      |
| 01.02.20 – 10.02.20 | СОЦИС [Архівовано 5 липня 2020 у Wayback Machine.]                             | Особисте                                   | 2000                                       | 40,6                                       | 13,5                                       | 10,9                                       | 13,6                                       | 3,4                                        | 3,4                                        | 3,9                                        | 2,0                                        | 1,9                                        | 1,5                                        | 1,2                                        | 3,0                                        | -                                          | -                                          | 1,1                                        | 27,0                                       | 9,4                                      | 16,5                   |
| 24.01.20 – 28.01.20 | СоцМоніторинг [Архівовано 22 червня 2020 у Wayback Machine.]                   | Особисте                                   | 2003                                       | 38,9                                       | 14,8                                       | 10,8                                       | 10,6                                       | 4,4                                        | 2,1                                        | 3,9                                        | 2,5                                        | -                                          | 2,5                                        | 4,6                                        | -                                          | -                                          | -                                          | 4,9                                        | 24,1                                       | 17,8                                     | 10,2                   |
| 20.01.20 – 27.01.20 | СОЦИС [Архівовано 13 червня 2020 у Wayback Machine.]                           | Особисте                                   | 2000                                       | 47,9                                       | 14,4                                       | 8,0                                        | 12,0                                       | 2,2                                        | 2,7                                        | 4,8                                        | 1,0                                        | 1,5                                        | 1,5                                        | 1,5                                        | 1,9                                        | -                                          | -                                          | 0,6                                        | 33,5                                       | 8,1                                      | -                      |
| 22.01.20 – 26.01.20 | Рейтинг [Архівовано 4 лютого 2020 у Wayback Machine.]                          | Особисте                                   | 2500                                       | 42,2                                       | 13,5                                       | 8,1                                        | 9,5                                        | 3,4                                        | 2,4                                        | 3,6                                        | 1,4                                        | 1,3                                        | 2,0                                        | 2,5                                        | 2,3                                        | -                                          | -                                          | 7,8                                        | 28,7                                       | 15,7                                     | 12,4                   |
| 17.01.20 – 21.01.20 | Центр Разумкова [Архівовано 8 червня 2020 у Wayback Machine.]                  | Особисте                                   | 2018                                       | 45,4                                       | 13,8                                       | 8,0                                        | 12,3                                       | 2,5                                        | 2,9                                        | 5,2                                        | 0,9                                        | 2,2                                        | 0,5                                        | 1,6                                        | 2,9                                        | -                                          | -                                          | 1,8                                        | 31,6                                       | -                                        | -                      |

### 2019
| Дата                | Опитування                                             | Метод    | Вибірка |                                       |                                       |                                       |                                       |                                       |                                       |                                       |                                       |                                       |                                       |                                       |                                       | Інші партії                           | Перевага                              | Не визначились / Важко сказати / Відмова | Не планують голосувати |
| ------------------- | ------------------------------------------------------ | -------- | ------- | ------------------------------------- | ------------------------------------- | ------------------------------------- | ------------------------------------- | ------------------------------------- | ------------------------------------- | ------------------------------------- | ------------------------------------- | ------------------------------------- | ------------------------------------- | ------------------------------------- | ------------------------------------- | ------------------------------------- | ------------------------------------- | ---------------------------------------- | ---------------------- |
| Дата                | Опитування                                             | Метод    | Вибірка |                                       |                                       |                                       |                                       |                                       |                                       |                                       |                                       |                                       |                                       |                                       |                                       | Інші партії                           | Перевага                              | Не визначились / Важко сказати / Відмова | Не планують голосувати |
| Дата                | Опитування                                             | Метод    | Вибірка | % серед тих, хто визначився з вибором | % серед тих, хто визначився з вибором | % серед тих, хто визначився з вибором | % серед тих, хто визначився з вибором | % серед тих, хто визначився з вибором | % серед тих, хто визначився з вибором | % серед тих, хто визначився з вибором | % серед тих, хто визначився з вибором | % серед тих, хто визначився з вибором | % серед тих, хто визначився з вибором | % серед тих, хто визначився з вибором | % серед тих, хто визначився з вибором | % серед тих, хто визначився з вибором | % серед тих, хто визначився з вибором | % серед усіх                             | % серед усіх           |
| 13.12.19 – 17.12.19 | Рейтинг [Архівовано 19 червня 2020 у Wayback Machine.] | Особисте | 2500    | 47,8                                  | 11,4                                  | 7,8                                   | 9,0                                   | 4,4                                   | 2,2                                   | 1,9                                   | 1,5                                   | 1,0                                   | 1,6                                   | 2,4                                   | 1,9                                   | 7,1                                   | 36,4                                  | 15,6                                     | 12,4                   |
| 20.11.19 – 30.11.19 | СОЦИС [Архівовано 8 червня 2020 у Wayback Machine.]    | Особисте | 2000    | 46,6                                  | 13,1                                  | 7,4                                   | 14,4                                  | 4,5                                   | 2,3                                   | 3,5                                   | 1,3                                   | 1,3                                   | 1,8                                   | 1,8                                   | 1,6                                   | 0,4                                   | 32,2                                  | 8,4                                      | 14,6                   |
| 20.11.19 – 24.11.19 | Рейтинг [Архівовано 6 грудня 2019 у Wayback Machine.]  | Особисте | 2500    | 44,8                                  | 12,7                                  | 8,5                                   | 9,6                                   | 4,4                                   | 2,2                                   | 2,6                                   | 1,2                                   | 1,6                                   | 1,7                                   | 1,6                                   | 2,2                                   | 6,9                                   | 32,1                                  | 12,4                                     | 14,4                   |
| 16.10.19 – 23.10.19 | СОЦИС [Архівовано 8 червня 2020 у Wayback Machine.]    | Особисте | 2000    | 54,1                                  | 10,3                                  | 6,3                                   | 10,7                                  | 5,3                                   | 1,5                                   | 3,7                                   | 1,5                                   | 1,4                                   | 1,6                                   | 1,1                                   | 1,7                                   | 0,8                                   | 43,4                                  | 6,1                                      | 12,6                   |
| 21.07.19            | Вибори 2019                                            | -        | -       | 43,16                                 | 13,05                                 | 8,18                                  | 8,10                                  | 5,82                                  | 4,01                                  | 3,82                                  | 3,03                                  | 2,41                                  | 2,23                                  | 2,15                                  | 1,04                                  | 2,39                                  | 30,11                                 | -                                        | -                      |

## Середньомісячні показники
Середньомісячні результати даних опитувань акредитованих членів САУ та фонду «ДемІніціативи» (наближені до десятих).

### 2022
| Дата         |      |      |      |      |     |     |     |     |     |     |     |     | 24 серпня |     | Інші партії | Перевага |
| ------------ | ---- | ---- | ---- | ---- | --- | --- | --- | --- | --- | --- | --- | --- | --------- | --- | ----------- | -------- |
| Дата         |      |      |      |      |     |     |     |     |     |     |     |     |           |     | Інші партії | Перевага |
| Березень (1) | 52,0 | 1,3  | 5,2  | 12,6 | 0,6 | 0,6 | 5,2 | 0,9 | 1,2 | 2,5 | 0,8 | 3,1 | 9,5       | 3,9 | 2,4         | 39,4     |
| Лютий (5)    | 17,9 | 9,9  | 10,9 | 19,6 | 1,5 | 3,8 | 6,3 | 5,4 | 4,9 | 2,6 | 3,0 | 2,2 | 6,6       | 6,4 | 3,7         | 1,7      |
| Січень (2)   | 16,1 | 10,3 | 13,0 | 22,1 | 2,0 | 3,2 | 6,1 | 5,4 | 4,0 | 2,3 | 2,7 | 3,3 | -         | 8,2 | 1,7         | 6,0      |

### 2021
| Дата         |      |      |      |      |     |     |     |     |     |     |     |     |     |     | Інші партії | Перевага |
| ------------ | ---- | ---- | ---- | ---- | --- | --- | --- | --- | --- | --- | --- | --- | --- | --- | ----------- | -------- |
| Дата         |      |      |      |      |     |     |     |     |     |     |     |     |     |     | Інші партії | Перевага |
| Грудень (9)  | 18,6 | 11,3 | 11,2 | 16,0 | 1,6 | 3,6 | 6,4 | 5,3 | 5,3 | 2,5 | 3,4 | 0,9 | 2,9 | 7,2 | 3,8         | 2,6      |
| Листопад (5) | 19,4 | 11,2 | 11,1 | 16,5 | 1,5 | 3,9 | 6,2 | 5,1 | 5,0 | 2,5 | 3,0 | 1,2 | 2,7 | 7,5 | 3,2         | 2,9      |
| Жовтень (5)  | 19,7 | 13,2 | 12,4 | 16,2 | 1,5 | 4,1 | 6,4 | 5,1 | 5,1 | 2,6 | 2,9 | 1,1 | 2,1 | 6,4 | 1,2         | 3,5      |
| Вересень (4) | 24,2 | 13,5 | 10,7 | 16,6 | 1,6 | 3,7 | 6,6 | 2,4 | 4,7 | 2,6 | 2,2 | 1,3 | 1,4 | -   | 8,5         | 7,6      |
| Серпень (4)  | 24,0 | 16,4 | 12,5 | 16,1 | 1,6 | 3,2 | 6,4 | 1,4 | 4,5 | 2,1 | 3,2 | 1,1 | 1,0 | -   | 6,5         | 7,6      |
| Липень (3)   | 24,9 | 13,7 | 12,3 | 14,4 | 1,7 | 4,3 | 4,9 | 3,0 | 4,3 | 2,8 | 2,7 | 1,3 | 2,8 | -   | 6,9         | 10,5     |
| Червень (7)  | 22,3 | 14,5 | 12,3 | 17,1 | 2,3 | 3,8 | 6,9 | 1,5 | 4,5 | 3,1 | 2,7 | 1,3 | 0,8 | -   | 6,9         | 5,2      |
| Травень (3)  | 25,5 | 15,8 | 12,1 | 16,7 | 2,2 | 3,3 | 5,4 | 1,3 | 3,6 | 2,3 | 2,8 | 1,2 | 1,7 | -   | 6,1         | 8,8      |
| Квітень (5)  | 23,6 | 13,4 | 11,4 | 17,1 | 2,6 | 3,6 | 5,7 | 1,6 | 3,9 | 2,8 | 2,9 | 1,4 | 1,9 | -   | 8,1         | 6,5      |
| Березень (6) | 22,3 | 17,1 | 12,0 | 16,3 | 2,9 | 4,0 | 4,9 | 1,4 | 4,2 | 2,7 | 3,1 | 1,8 | 1,8 | -   | 5,5         | 5,2      |
| Лютий (9)    | 18,8 | 19,7 | 12,1 | 17,5 | 2,6 | 4,6 | 5,7 | -   | 3,9 | 3,0 | 2,8 | 1,8 | 1,7 | -   | 5,0         | 0,9      |
| Січень (3)   | 17,8 | 20,3 | 11,6 | 15,1 | 3,1 | 3,1 | 5,3 | -   | 4,8 | 3,2 | 3,4 | 2,4 | 2,5 | -   | 6,6         | 2,5      |

### 2020
| Дата         |      |      |      |      |     |     |     |     |     |     |     |     |     |     | Інші партії | Перевага |
| ------------ | ---- | ---- | ---- | ---- | --- | --- | --- | --- | --- | --- | --- | --- | --- | --- | ----------- | -------- |
| Дата         |      |      |      |      |     |     |     |     |     |     |     |     |     |     | Інші партії | Перевага |
| Грудень (5)  | 21,0 | 19,6 | 10,5 | 16,4 | 3,0 | 3,7 | 4,5 | 1,3 | 4,1 | 2,9 | 2,9 | 1,4 | 3,1 | 2,0 | 4,9         | 1,4      |
| Листопад (5) | 24,0 | 18,7 | 8,8  | 17,9 | 3,0 | 3,7 | 4,9 | 0,5 | 2,3 | 2,9 | 3,4 | 1,5 | 2,6 | 0,7 | 5,6         | 5,3      |
| Жовтень (1)  | 20,6 | 22,1 | 9,2  | 16,0 | 4,2 | 5,0 | 5,4 | -   | 2,9 | 2,9 | 4,0 | -   | 3,9 | -   | 3,8         | 1,5      |
| Вересень (4) | 24,1 | 17,3 | 9,0  | 16,5 | 2,6 | 4,8 | 4,2 | 1,0 | 2,2 | 3,7 | 3,1 | 2,3 | 1,7 | 2,1 | 9,2         | 6,8      |
| Серпень (3)  | 27,4 | 20,2 | 10,6 | 14,6 | 2,1 | 3,6 | 4,7 | 1,5 | 2,0 | 2,9 | 2,6 | 1,9 | 0,8 | 1,9 | 5,9         | 7,2      |
| Липень (6)   | 29,2 | 18,0 | 9,6  | 15,7 | 2,5 | 3,2 | 4,2 | 1,3 | 2,0 | 2,7 | 2,5 | 2,2 | 0,6 | 1,5 | 6,9         | 11,2     |
| Червень (5)  | 28,9 | 18,4 | 8,8  | 15,8 | 2,9 | 3,1 | 4,2 | 1,5 | 1,9 | 3,2 | 2,3 | 2,6 | 1,2 | -   | 6,4         | 10,5     |
| Травень (3)  | 33,0 | 16,3 | 8,8  | 14,7 | 3,3 | 3,5 | 3,9 | 2,2 | 2,7 | 3,6 | 2,3 | 1,8 | -   | -   | 3,9         | 16,7     |
| Квітень (4)  | 35,5 | 15,0 | 9,9  | 14,5 | 3,1 | 2,6 | 4,1 | 1,4 | 1,5 | 2,5 | 2,2 | 0,9 | -   | -   | 6,8         | 20,5     |
| Березень (1) | 39,8 | 12,4 | 7,4  | 17,2 | 2,4 | 2,8 | 3,7 | 1,3 | 1,6 | 1,1 | 2,5 | 2,0 | -   | -   | 5,8         | 22,6     |
| Лютий (3)    | 38,7 | 14,8 | 10,1 | 12,3 | 2,5 | 3,7 | 4,4 | 2,5 | 1,5 | 1,1 | 2,4 | 2,7 | -   | -   | 3,3         | 23,9     |
| Січень (4)   | 43,6 | 14,1 | 8,7  | 11,1 | 3,1 | 2,5 | 4,4 | 1,5 | 1,3 | 1,6 | 2,6 | 1,8 | -   | -   | 3,7         | 29,5     |

### 2019
| Дата         |       |       |      |      |      |      |      |      |      |      |      |      | Інші партії | Перевага |
| ------------ | ----- | ----- | ---- | ---- | ---- | ---- | ---- | ---- | ---- | ---- | ---- | ---- | ----------- | -------- |
| Дата         |       |       |      |      |      |      |      |      |      |      |      |      | Інші партії | Перевага |
| Грудень (1)  | 47,8  | 11,4  | 7,8  | 9,0  | 4,4  | 2,2  | 1,9  | 1,5  | 1,0  | 1,6  | 2,4  | 1,9  | 7,1         | 36,4     |
| Листопад (2) | 45,7  | 12,9  | 8,0  | 12,0 | 4,5  | 2,3  | 3,1  | 1,3  | 1,5  | 1,8  | 1,7  | 1,9  | 3,3         | 32,8     |
| Жовтень (1)  | 54,1  | 10,3  | 6,3  | 10,7 | 5,3  | 1,5  | 3,7  | 1,5  | 1,4  | 1,6  | 1,1  | 1,7  | 0,8         | 43,4     |
| Вибори 2019  | 43,16 | 13,05 | 8,18 | 8,10 | 5,82 | 4,01 | 3,82 | 3,03 | 2,41 | 2,23 | 2,15 | 1,04 | 3,0         | 30,11    |

## Кількість мандатів
| Дата                | Опитування                                                                     |     |     |    |     |    |   |    |    |   |   |   |   | 24 серпня |    | Перевага |
| ------------------- | ------------------------------------------------------------------------------ | --- | --- | -- | --- | -- | - | -- | -- | - | - | - | - | --------- | -- | -------- |
| Дата                | Опитування                                                                     |     |     |    |     |    |   |    |    |   |   |   |   |           |    | Перевага |
| 17.12.21 – 22.12.21 | ДемІніціативи & Центр Разумкова [Архівовано 29 грудня 2021 у Wayback Machine.] | 114 | 55  | 59 | 97  | 0  | 0 | 37 | 29 | 0 | 0 | 0 | 0 | 0         | 59 | 17       |
| 11.09.21 – 19.09.21 | СоцМоніторинг [Архівовано 15 лютого 2022 у Wayback Machine.]                   | 143 | 104 | 75 | 93  | 0  | 0 | 35 | 0  | 0 | 0 | 0 | 0 | 0         | 0  | 39       |
| 02.08.21 – 11.08.21 | СоцМоніторинг [Архівовано 17 серпня 2021 у Wayback Machine.]                   | 144 | 102 | 78 | 92  | 0  | 0 | 34 | 0  | 0 | 0 | 0 | 0 | 0         | 0  | 42       |
| 29.06.21 – 09.07.21 | СоцМоніторинг [Архівовано 6 березня 2022 у Wayback Machine.]                   | 149 | 100 | 73 | 94  | 0  | 0 | 34 | 0  | 0 | 0 | 0 | 0 | 0         | 0  | 49       |
| 26.05.21 – 08.06.21 | СоцМоніторинг [Архівовано 6 березня 2022 у Wayback Machine.]                   | 152 | 115 | 76 | 102 | 0  | 0 | 0  | 0  | 0 | 0 | 0 | 0 | 0         | 0  | 37       |
| 28.04.21 – 06.05.21 | СоцМоніторинг [Архівовано 6 березня 2022 у Wayback Machine.]                   | 141 | 123 | 76 | 110 | 0  | 0 | 0  | 0  | 0 | 0 | 0 | 0 | 0         | 0  | 18       |
| 24.03.21 – 30.03.21 | СоцМоніторинг [Архівовано 17 квітня 2021 у Wayback Machine.]                   | 145 | 128 | 76 | 101 | 0  | 0 | 0  | 0  | 0 | 0 | 0 | 0 | 0         | 0  | 17       |
| 15.01.21 – 25.01.21 | СоцМоніторинг [Архівовано 1 березня 2021 у Wayback Machine.]                   | 132 | 141 | 77 | 100 | 0  | 0 | 0  | 0  | 0 | 0 | 0 | 0 | 0         | 0  | 9        |
| 18.11.20 – 26.11.20 | СоцМоніторинг [Архівовано 2 жовтня 2021 у Wayback Machine.]                    | 172 | 125 | 58 | 95  | 0  | 0 | 0  | 0  | 0 | 0 | 0 | 0 | 0         | 0  | 47       |
| 20.09.20 – 29.09.20 | СоцМоніторинг [Архівовано 16 травня 2021 у Wayback Machine.]                   | 155 | 139 | 54 | 92  | 0  | 0 | 0  | 0  | 0 | 0 | 0 | 0 | 0         | 0  | 16       |
| 08.08.20 – 15.08.20 | СоцМоніторинг [Архівовано 27 лютого 2022 у Wayback Machine.]                   | 172 | 130 | 65 | 83  | 0  | 0 | 0  | 0  | 0 | 0 | 0 | 0 | 0         | 0  | 42       |
| 21.07.19            | Вибори 2019                                                                    | 254 | 43  | 26 | 25  | 20 | 0 | 0  | 0  | 0 | 0 | 1 | 0 | 0         | 0  | 211      |